# Vadon csata
A  wildernessi csata (angol megnevezéssel: Battle of The Wilderness; wilderness = vadon, rengeteg) az amerikai polgárháború egyik csatája volt, 1864. május 5-től 7-ig tartott. Színhelye a Virginia állambeli Spotsylvania és Orange megye volt. Ez volt az északiak Overland hadműveletének első csatája, az egyik legvéresebb a keleti hadszíntéren, sőt az egész polgárháborúban.
Miután Ulysses S. Grant altábornagy 1864 tavaszán az uniós seregek főparancsnoka lett, meg akarta valósítani Winfield Scott nyugállományú főparancsnok Anakonda-tervét, mely a Konföderáció megfojtására irányult. A terv értelmében ő maga Robert E. Lee tábornagy seregét morzsolta volna fel a keleti hadszíntéren, míg William T. Sherman vezérőrnagynak ugyanezt kellett végrehajtania a nyugati hadszíntéren, Joseph E. Johnston tábornagy csapatai ellen. Grant egyre közelebb akart kerülni Richmondhoz, a déliek fővárosához, Sherman pedig a Mély Dél legfontosabb ipari és közlekedési gócpontját, Atlantát célozta meg.
Grant sosem mérlegelte eléggé a várható veszteségeket, ennek pedig, mint mindig, most is meglett az ára: csapatai csak ebben a csatában több mint 17 000 fő veszteséget szenvedtek el halottakban, sebesültekben és foglyokban, az egész hadjárat 54 000 főt „eredményezett” június elejéig. Grantet keményen támadták ezért, de Abraham Lincoln elnök nem volt hajlandó leváltani őt, mivel Grant végre hozta az elvárt eredményeket és elődeitől eltérően nem vonult vissza folyton, támadásai pedig nem félszegek, hanem bátrak, sőt sokszor vakmerőek voltak. A hadjárat júniusban azzal végződött, hogy a Potomac hadsereg, az északiak fő ereje a keleti hadszíntéren, eljutott Petersburg alá, ahol jól kiépített erődítmények álltak, ezek védték Richmondot. Grant pedig elérte célját, pótolhatatlan veszteségeket okozott Lee hadseregének azzal, hogy megállás nélkül ütközetekre kényszerítette. Lee ezután már csak védekezésre gondolhatott, arról pedig végképp le kellett mondania, hogy csapatokat dobjon át a Sherman által szorongatott Johnstonnak.

## Előzmények
Henry W. Halleck vezénylő tábornok a Chattanooga hadjárat sikere után levélben meginterjúvolta Grantet arról a kérdésről, hogy mit tenne a háború sikeres folytatása ügyében. Grant 1864 januárjában azt válaszolta, hogy New Orleansból induljanak a szövetségi csapatok Mobile elfoglalására, aztán tovább Atlanta felé. 1864 januárjában újabb kérdést kapott, miszerint mit tenne a keleti hadszíntér ügyeinek menedzselésére. Grant haditervek kiagyalásában nem volt kimagasló, de törzsfőnöke William F. 'Baldy' Smith terve alapján javasolta, hogy 60 000 embert különítsenek el a Potomac hadseregtől és hajón küldjék a virginiai Suffolkba. Onnan egy óriási portyát kell indítani az észak-karolinai Raleigh felé, mire Lee választhat az készleteinek elapadása és Virginia elhagyása között. Hallecknek elég volt ránéznie erre a tervre és máris látta a hasonlóságot George B. McClellan 1863-ban megjelentett önigazoló jelentéséhez, amely azzal vádolta az adminisztrációt, hogy politikai okokból buktatta meg a Virginiai-félszigeti hadjáratot. Halleck Lincolnnal való konzultáció után megmondta Grantnek, kizárt dolog, hogy támogatást kapjon egy olyan tervhez, ami erőket akar elvonni a Washington-Richmond vonaltól, mert a Potomac hadsereg célja Lee legyőzése, nem területnyereségek elérése. Ebből Grant megértette, hogy ha a keleti hadszíntéren akar működni, akkor olyan haditervet kell előterjesztenie, amihez Lincoln támogatását meg is kapja.
1863. december 7-én az Illinois állambeli Elihu B. Washburn képviselő beterjesztett egy törvényjavaslatot a Kongresszus elé, miszerint élesszék fel az altábornagyi rang kiadását. A rangot korábban George Washington viselte és tiszteletből a kongresszus többet nem akarta reaktiválni. Winfield Scott korábbi vezénylő tábornok is csak tiszteletbeli rangként kapta meg. Világos volt, hogy Washburn fejében a szintén illinois-i Ulysses S. Grant jár, de Lincoln ekkor még elégedett volt Henry W. Halleck vezérőrnagy vezénylő tábornokkal. Halleck 1862 júliusa óta töltötte be a tisztséget és inkább hatékony hivatalnok volt, semmint tehetséges katona. Bürokratikus munkában nem volt párja, sokat tett azért, hogy az északi seregek jól fel legyenek szerelve, és nem volt önálló akarata, hanem Lincoln óhajait foglalta napiparancsba. Emellett egyes politikai aktorok Grantet, potenciálisan mint Lincoln kihívóját emlegették a sikereket elérő tábornokot. Miután a helyezkedésben ügyes Grant olyan értelmű kijelentéseket kezdett tenni, miszerint amíg Lincoln elnöknek matematikai esélye van az újraválasztásra, ő nem fog ellene indulni, Lincoln megtalálta a kedvet Grant előléptetéséhez. 1864 február végén Lincoln támogatni kezdte a javaslatot, a Képviselőház és a Szenátus nagy többséggel megszavazta és az elnök törvénybe iktatta, majd Grant nevét felterjesztette a Kongresszus elé jóváhagyásra. Hallecket megbízták a hadsereg logisztikai ügyeinek vitelével, névleg saját kérésére és helyére Grantet ültették.
Grant tehát magáévá tette Lincoln elképzelését, hogy a Potomac hadsereg fő feladata az Észak-virginiai hadsereg megverése. Grant főhadiszállását a Potomac hadsereg parancsnoka, George G. Meade vezérőrnagy mellett ütötte fel, és 1863-64 telét a hadsereggel töltötte Culpeper megyében. Első dolga Meade leváltása lett volna. Meade érezte, hogy túl sok kritika éri, vizsgálatot folytatna ellene és biztos lévén a leváltásában azt mondta Grant látogatásakor, hogy megérti őt, ha olyan embert akar a hadsereg élére helyezni, aki bírja a bizalmát. Mindössze annyit kért, hogy adjanak neki egy másik posztot, ahol az Unió ügyét szolgálhatja. Grant megérezte, hogy Meade részéről nem kell intrikától tartania, így fölöslegessé vált leváltania és amúgy sem volt bővében a hadseregparancsnokoknak. A háború végéig irányította Meade-et a hadműveletekben, bár a formális parancsnok végig Meade maradt.
Grant szerette volna egyidejűleg több színtéren összeroppantani a Konföderációt, hogy ne használhassák ki ugyanazokat az erőket több hadszíntérre átcsoportosítva, mint mikor Lee egy hadtestnyi segítséget küldött chickamaugai csatában Braggnek és súlyos vereséget mért Rosecransre. Az öt hadszíntérből kettő támadás soha nem indult el. A New Orleansból Nathaniel Banks erői Lincoln javaslatára Halleck tolmácsolásában nem Mobile elfoglalására indultak, hanem a Red River expedíció keretében a mexikói határhoz igyekeztek kijutni. Texasban és Louisianában vereséget szenvedve szétzüllesztő visszavonulásba kényszerültek, majd láz tizedelte meg őket. A Shenandoah-völgyben Franz Sigel hadseregének támadása helyett Jubal Early támadt Washington felé. A maradék három: Potomac hadsereg Robert E. Lee-re igyekezett csapást mérni, míg Sherman hadseregcsoportjának Atlantát kellett elfoglalnia. Az ötödik támadóművelet élére, az egykori Raleigh-portya átdolgozott verziója, a Bermuda Hundred hadjárathoz sikerül Benjamin Butlert megnyerni. Butler politikai sikert remélt a vállalkozástól, Lincoln pedig azt, hogy nem kezdi őt támadni politikailag a kampány idején.
Sherman tábornok így fogalmazta meg a lényeget: „Grant nekimegy Lee-nek, én meg Joe Johnstonnak megyek neki”. Atlantát azért választotta a főcsapás célpontjának, mert Richmond környékét leszámítva oda összpontosult a legtöbb gyár és fontos közlekedési csomópont is volt, több vasútvonal találkozott ott. Grant hadjáratának célja nem Richmond elfoglalása volt, hanem Lee hadseregének megsemmisítése. Lincoln a konföderációs hadsereg szétzúzását óhajtotta a választás napja előtt és a háború kezdete óta ezt a stratégiát szorgalmazta tábornokai előtt, rámutatva, hogy a város önmagától is uniós megszállás alá kerül, mihelyt az elsődleges véderő kivérzik. Grant utasította Meade-et, hogy „Ahova Lee megy, oda igyekezzen Ön is”  Noha gyors és döntő összecsapásban reménykedett, Grant kész volt a kimerülésig tartó harcra is. Az uniós és konföderációs veszteségek egyaránt magasak lesznek, de mivel az uniónak nagyobbak a tartalékai, pótolni tudja a katonákban és felszerelésben keletkező veszteséget.

## A szembenálló felek

### Unió
| Fontos szerephez jutó uniós parancsnokok |
| --- |
| - Ulysses S. Grant altábornagy, vezénylő tábornok - George G. Meade vezérőrnagy, Potomac hadsereg - Winfield S. Hancock vezérőrnagy, II. hadtest - Gouverneur K. Warren vezérőrnagy, V. hadtest - John Sedgwick vezérőrnagy, VI. hadtest - Ambrose E. Burnside vezérőrnagy, IX. hadtest - Philip H. Sheridan, lovashadtest |

A hadjárat előtt Grant hadseregét 118 700 fő és 316 ágyú képezte. Ez a szám a George G. Meade vezette Potomac hadsereget és az Ambrose Burnside irányította IX. hadteste foglalta magába. A IX. hadtest május 24-ig formálisan az Ohio hadsereg részét képezte és közvetlenül Grantnek jelentett, nem Meade-nek. Ennek oka az volt, hogy Burnside 1863. január 26-ig irányította a Potomac hadsereget, majd leváltották és a nyugati hadszíntérre vezényelték. Burnside rangidős volt Meade-del szemben, tehát a két erőt nem lehetett egybevonni. Grant kénytelenségből saját parancsnoki hatáskörében tartotta Burnside-ot noha a feladata egyértelműen a Potomac hadsereggel azonos volt. Az elképzelés, miszerint a Potomac hadsereg három hadteste Meade-nek jelent, Burnside pedig Grantnek, olyan koordinálatlanul működött, hogy május 25-én mégiscsak Meade alá osztották, Burnside bosszúságára. Hancock visszatért a gettysburgi csatában szerzett kis híján végezetes sebesüléséből, de az nem gyógyult be. A sebbe került fertőző hulladéktól osteomyelitises csontfertőzést kapott és a seb nem akart beheggedni, hanem újra és újra felszakadt és gennyes alvadt vér fakadt belőle. Az összesen öt hadtest a következőképpen nézett ki:
- II. hadtest: Winfield S. Hancock vezérőrnagy vezetése alatt négy hadosztályt összpontosult David B. Birney vezérőrnagy, Francis C. Barlow, John Gibbon és Gershom Mott dandártábornokoké.
- V. hadtest: Gouverneur K. Warren vezérőrnagy irányításával szintén négy hadosztállyal bírt, Charles Griffin, John C. Robinson, Samuel W. Crawford, és James S. Wadsworth dandártábornokokéval.
- VI. hadtest: John Sedgwick vezérőrnagy parancsnokága alatt három hadosztályt irányított, Horatio G. Wright, George W. Getty, és James B. Ricketts dandártábornokokét.
- IX. hadtest: Ambrose Burnside vezérőrnagyot követte Thomas G. Stevenson, Robert B. Potter, Orlando B. Willcox, és Edward Ferrero dandártábornokok hadosztálya.
- A lovassági hadtest: Philip H. Sheridan vezérőrnagy irányításával Alfred T. A. Torbert, David M. Gregg, és James H. Wilson dandártábornokok hadosztályaira oszlott.

### Konföderáció
| Fontos szerephez jutó konföderációs parancsnokok |
| --- |
| - Robert E. Lee tábornagy, Észak-virginiai hadsereg - James Longstreet altábornagy, első hadtest - Richard S. Ewell altábornagy, második hadtest - A. P. Hill altábornagy, harmadik hadtest - J. E. B. Stuart vezérőrnagy, lovassági hadtest - Charles W. Field vezérőrnagy, első hadtest - Richard H. Anderson vezérőrnagy, első hadtest |

Lee Észak-virginiai hadserege körülbelül 64 000 ezer emberből és 274 ágyúból állt és négy hadtestre tagolódott. Longstreet hadteste éppen visszatérőben volt nyugatról. A Gettysburgi csatában súlyosan összekülönbözve Lee-vel a nyugati hadszíntérre szeretett volna menni, ahol a parancsnokot, Braxton Bragget az uniós hadseregből ismerte. Akkoriban jól kijöttek egymással, de 1863-ban egyáltalán nem és aztán önálló szerepkörben, a Knoxville hadjáratban sem tudott sikert aratni. Ewell egyre bizonytalanabbá vált, a döntéseit egyre inkább dominálta saját hadosztályparancsnoka, Early. A. P. Hill hadtestparancsnoki szolgálatát pedig egyre jobban meghatározta a West Pointon szerzett és eddigre elég akuttá váló húgyúti betegsége.
- Az első hadtest: James Longstreet altábornagy keze alatt Charles W. Field vezérőrnagy és Joseph B. Kershaw dandártábornok hadtesteit foglalta magába.
- A második hadtest: Richard S. Ewell altábornagy parancsnokága alatt állt Jubal A. Early, Edward "Allegheny" Johnson, és Robert E. Rodes vezérőrnagy hadosztálya.
- A harmadik hadtestet A. P. Hill altábornagy irányította és Richard H. Anderson, Henry Heth, és Cadmus M. Wilcox hadosztályaira tagolódott.
- A lovassági hadtest: J. E. B. Stuart vezérőrnagy három hadosztályából állt melyeket Wade Hampton, Fitzhugh Lee, és W. H. F. "Rooney" Lee vezetett.[17]

## Az erők elhelyezkedése és ütközetbe bocsátkozása

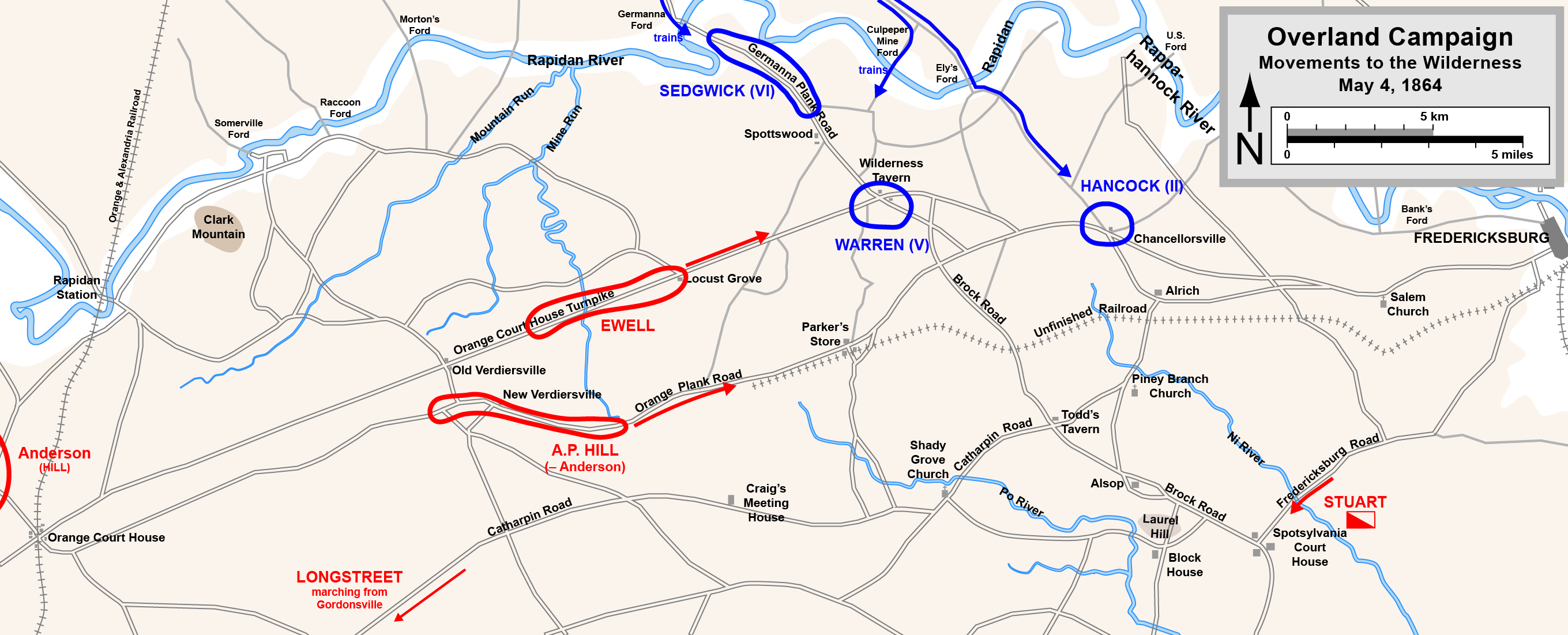
Az Overland hadjárat kezdete 1864. május 4-én: a Vadonba való indulás
Konföderációs
Unió

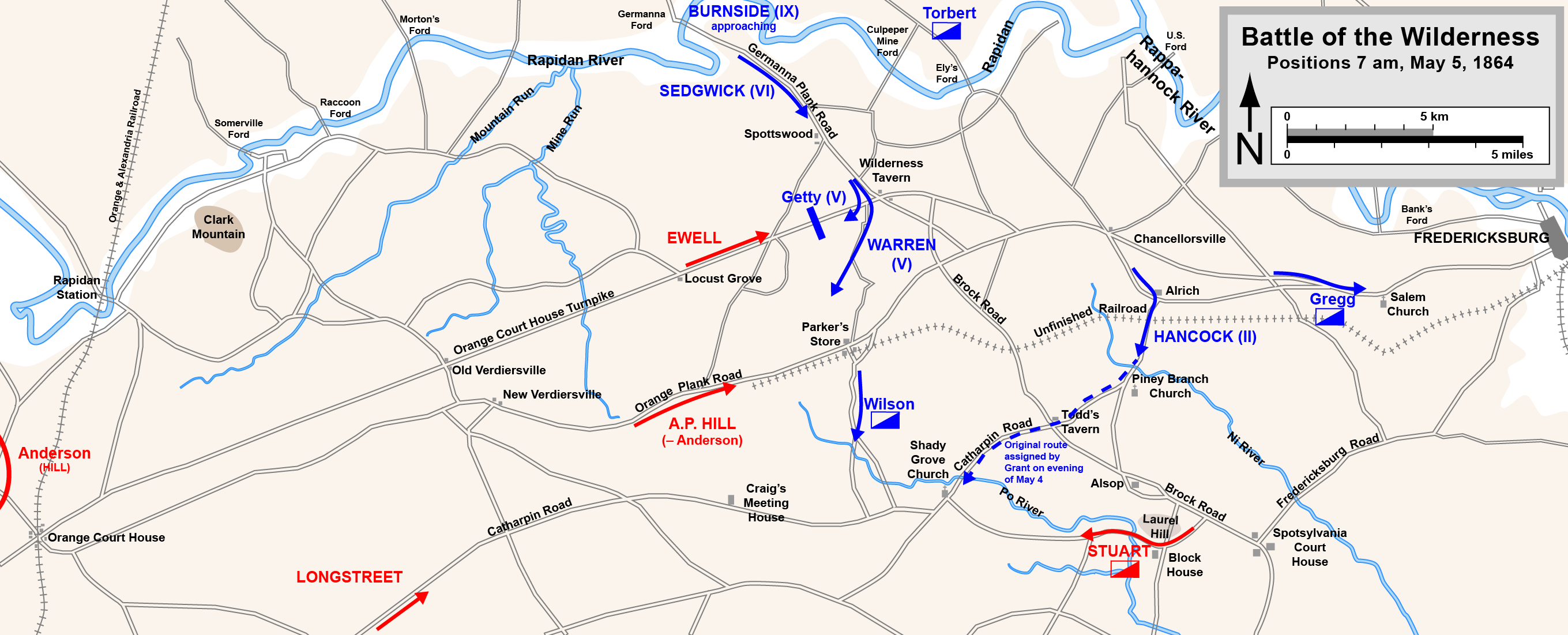
Kiindulási pozíciók a Vadonban, 1864. május 5-e, reggel 7 óra.

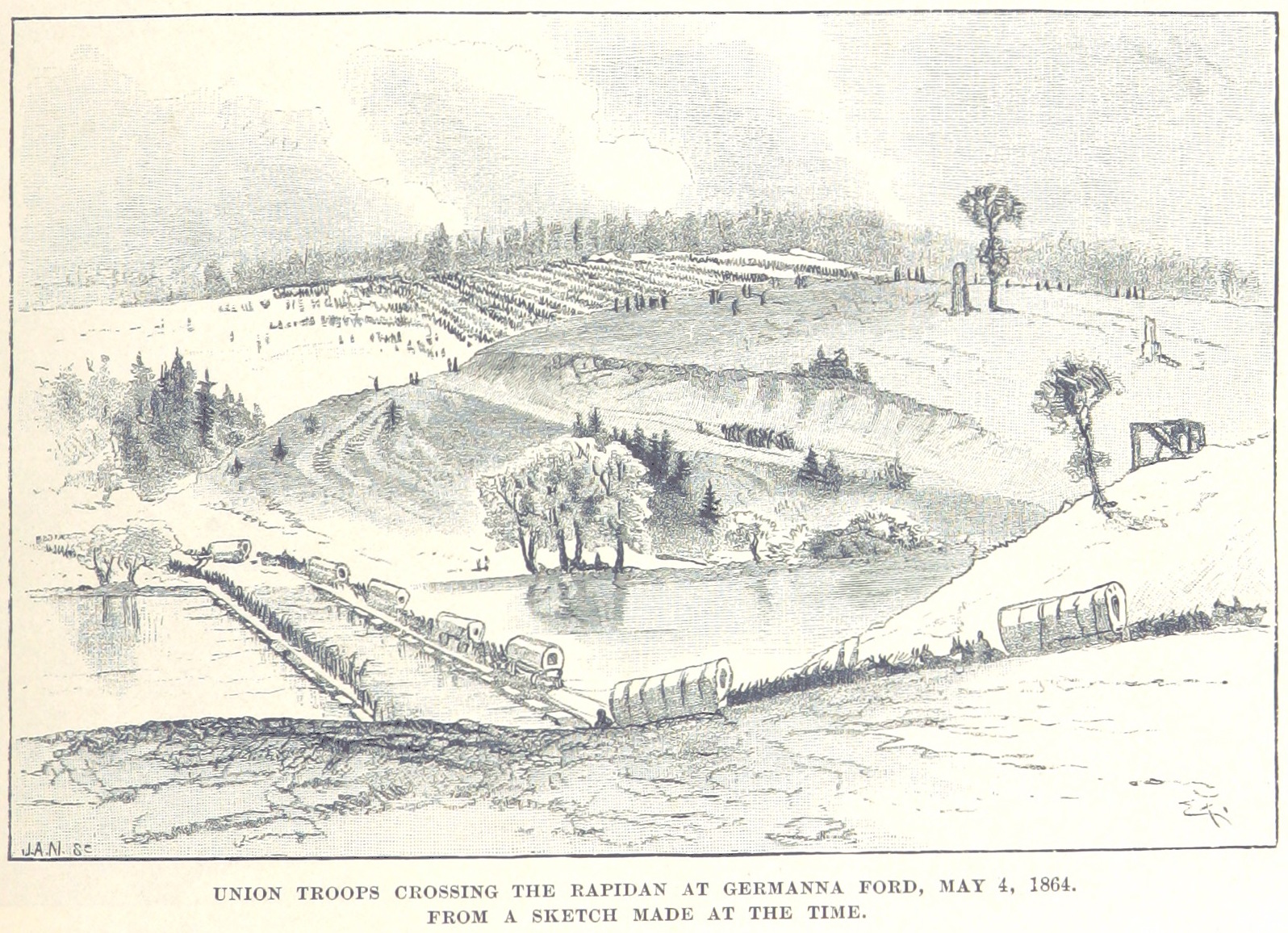
Uniós csapatok kelnek át a Rapidan-folyón

1864. május 4-én a Potomac hadsereg három különböző helyen átkelt a Rapidan-folyón és egységesen a Vadon Fogadó felé tartott, a spotsylvaniai erdőség széle mentén. Az erdőség kiterjedése több mint 180 km2 volt Spotsylvania megye és Orange megyében, Virginia állam középső részén. A térség korábbi telepesei kivágták az őshonos erdőséget és a vasolvasztó kohóikat fűtötték vele, így a helyén főleg másodlagos növésű erdőség keletkezett és vastag bozótos. Ezen a rögös és kis híján lakatlan terep szinte áthatolhatatlan volt a 19. századi gyalogságnak és a tüzérség számára. Számos ütközetet vívtak 1862 és 1864 között a közelben, köztük a sok áldoztat követelő Chancellorsville-i csatát 1863 májusában. Gyakran mondják, hogy a Vadon csatáját és Chancellorsville-t ugyanazon a helyen vívták, de az 1864-es ütközet helye valójában pár kilométerrel nyugat felé helyezkedett el, így a korábbi csatahelyet csak a Brock úton, az unió balszárnyán érintette. Itt, a Vadonban volt a gyülekezési helye a Stonewall Jackson konföderációs ellentámadásának az uniós jobbszárny ellen.
Grant táborválasztása az öreg csatamezőtől nyugatra esett az offenzíva előtt, és az egy évvel korábbi helyzettel szemben nem volt szándékában az őserdőben harcolni, hanem sokkal inkább a délre és keletre eső szabad, nyílt térségek felé igyekezett, hogy gyalogsága létszámfölényét és tüzérségét kihasználja. Grant terve szerint az V. és VI. hadtest a Germanna-gázló lábal át a Rapidanon, őket követi a IX. hadtest, miután a társzekerek áthaladnak és a Vadon fogadó közelében táboroznak le. A II. hadtest Ely-gázlónál kel át és Spotsyvania Court House felé igyekszik Chancellorsville és a Todd-fogadó érintésével. A gyorsaság része volt a tervnek, mert a hadsereg sérülékeny, vékonyra széthúzott oldalát fordította az ellenség felé masírozás közben. Noha Grant ragaszkodott hozzá, hogy a hadsereg minimális ágyúkészlettel és súlyterhelés alatt, úgymond könnyedén keljen útra, a hadtáptrén majdnem hetven mérföld hosszúra nyúlt. Sylvanus Cadwallader a Potomac hadseregről tudósító újságíró becslése szerint Meade 4300 társzekere, 835 ambulanciáskocsija és levágásra szánt tehéncsordája ha egyetlen úton tömörül, akkor a Rapidantól Richmondig ért volna. Grant mindezt figyelmen kívül hagyva egy nap alatt megtett, 18 órás, hatalmas menetet képzelt el, azt várva, hogy olyan sebességgel kelnek át hadseregével a vadonon, amivel lehetetlenné válik oda beszorítani. Mikor május 4-e végén csapatai csak az eltervezett táv felét tették meg, Meade javasolta, hogy éjszakára táborozzanak le, hogy a szekértrén felzárkózhasson. A trén a valóságban el sem indult, közel 5000 szekere közül egy sem kelt át a Rapidanon a csata végezetéig. Továbbá Grant elkalkulálta magát Lee reakciósebességét illetően, amivel elfogta Meade hadseregét annak legsebezhetőbb pontján és a Potomac hadsereget nem fedezte kellő lovasság a nyugatról jövő konföderációs akciók ellen.
A lovasságot Grant kinevezési gyakorlata felforgatta. 1863. december 15-én tífuszos lázban meghalt John Buford a lovashadtest első hadosztályának kiváló parancsnoka. Grant az első hadosztály rangidős tisztje, a Buford által is becsült Wesley Merritt dandártábornok helyett Alfred T. A. Torbertet tette a helyére, akinek semmilyen harci tapasztalata nem volt a lovassággal. A harmadik hadosztály parancsnoka, Hugh Judson Kilpatrick dandártábornok hitelessége és renoméja megrendült, és főként politikai okokból el kellett távolítani, s áthelyezték a Nyugati hadszíntérre William T. Sherman parancsnoksága alá. Helyére Grant nem a rangidős tisztet, George A. Custer dandártábornokot, hanem James H. Wilson dandártábornokot helyezi, akinek  semmilyen parancsnoksági tapasztalata sincs, mert mérnökként és szolgált és Grant egyik kedvence volt a stábjában. Custer és Wilson a West Point óta gyűlölte egymást és Custer megtagadta, hogy egy hozzá képest rangban alacsonyabb és hozzá nem értő tiszt alatt szolgáljon, így dandárját át kellett helyezni az első hadosztályba és onnan cserébe egy dandárt a harmadikba. A hadtest parancsnoka, Alfred Pleasonton belebukott George G. Meade elleni intrikájába és a Mississippin túli hadszíntérre helyezték. Utódának Grant Philip Sheridant nevezte ki, akinek a lovassági tapasztalata mindössze 60 nap volt. A lovasság két hadosztályának és a hadtestnek a parancsnoksága intelligens és kezdeményezőkész, de tapasztalatlan tisztek kezébe került. Nem értették a lovasság feladatkörét és nem tudták a fontos feladatot megkülönböztetni a lényegtelentől, így nem fedezték a szövetséges előrenyomulás gyalogalakulatait.
Május 2-án Lee a Clark hegyen találkozott tábornokaival és az emelkedőről megtekintette az ellenség táborának panorámaképét. Észlelte, hogy Grant készen áll a támadásra, de nem ismerte annak pontos útvonalát. Előérzete azt súgta, hogy a Rapidanon létesített konföderációs erődítményektől keletre fog átkelni a Germanna és Ely gázlókon, de bizonyossággal nem rendelkezett. A rugalmas válaszadáshoz hadseregét széles területen szórta szét. Longstreet első hadteste Gordonsville környékét ellenőrizte, ahonnan szükség szerint vasúton lehetett a Shenandoah völgybe, vagy Richmondba küldenie a katonákat. Lee főhadiszállása és Hill harmadik hadteste Orange Court House külhatárában volt. Ewell második hadteste tartózkodott a legközelebb a vadonhoz, Morton gázlója körül tömörülve. Ahogy Grant terve május 4-én egyre világosabban rajzolódott ki Lee előtt, a vadonban való harc szükségessége ugyanúgy sürgetővé vált, mint egy évvel korábban, hiszen az Észak-virginiai hadsereg 65 000 katonájával masszív létszámhátrányban volt Grant 120 000-réhez képest és ágyúiban is kevesebbnek mutatkozott. A sűrű erdőben való harc elnémítja Grant tüzérségét, közelségbe hozza a vonalakat harc közben és a tömegkáoszban Lee uralhatóbb méretű csapatainak talán jobb lehetőségei adódnak. Ezen megfontolásból hadseregét utasította, hogy az előretörő szövetségi erőket a vadonban fogják el.
Ewell kelet felé indult az Orange Court House felé vezető úton és Robertson fogadójáig ért, ahol letáborozott, mindössze 3-5 mérföldre a Warren hadosztály mint sem sejtő katonáitól. Hill két hadosztálya az Orange deszkaúton közeledett és Verdiersville falucskánál állt meg. A harmadik, Richard H. Andersoné hátramaradt Orange Court House-ban az ottani folyóátkelőt figyelni. Ez a két hadtest beszoríthatta az uniós csapatokat a fák közé, mert a szövetségiek az az utasítást kapták, hogy kerüljék a nagyszabású harcot, amíg az egész hadsereg fel tud fejlődni. A harcot még a tervezettnél is nagyobb létszámhátrányban folytatják legalább egy napig, míg Longstreet csapatai elérik délnyugatról az ellenség vonalait, hasonlóan ahhoz, ahogy Jackson tette Chancellorsville-nél. Lee még tovább súlyosbította a helyzetüket azzal, hogy Richard H. Anderson hadosztályát átmenetileg Longstreet alá rendelte, így Hillnek csak két hadosztállyal kellett megoldania feladatát.
A vastag aljnövényzet elfedte a konföderációsok közelségét az unió katonái elől. A zavar fokozódását okozta, hogy Meade téves jelentéseket kapott J. E. B. Stuart konföderációs lovasságának akcióiról a hadsereg hátában, Fredricksburg irányából. Utasítást küldött saját lovasságának, hogy induljanak kelet felé és kezeljék a helyzetet, s ezáltal saját hadseregét vakságra kárhoztatta. Biztos volt benne, hogy Sedgwick, Warren és Hancock hadtestei minden lehetséges konföderációs előrenyomulást vissza tudnak tartani, míg a hadtáptrén eléri őket. Ekkor Grant átveheti a vezetést és megvívhatja nagy csatáját Lee-vel, valószínűleg a Mine Run védelmi vonalánál, ahol Lee már az előző hadjáratban is felkínálta a küzdelmet.

## Az ütközet

### Május 5-e az Orange úton

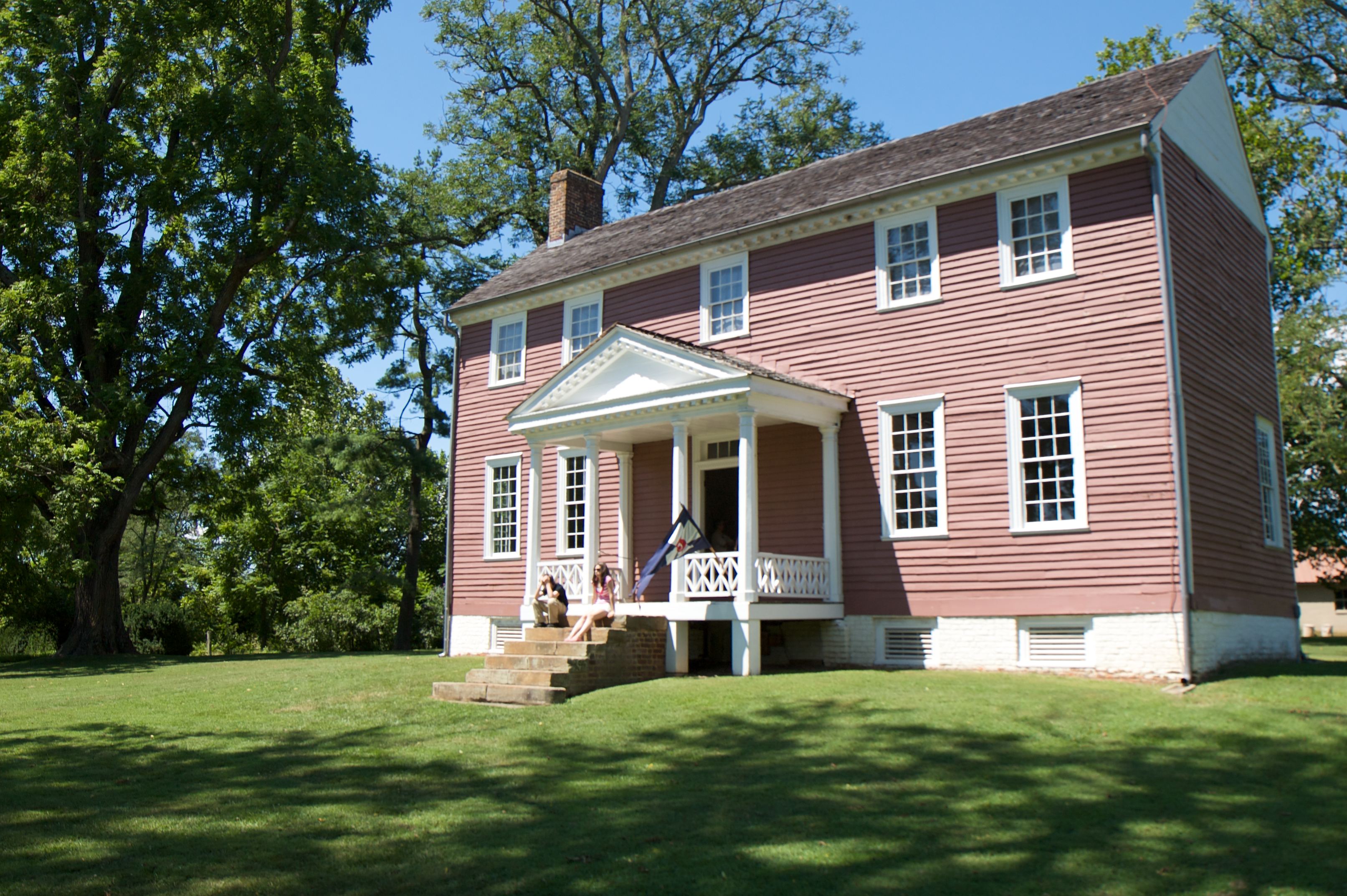
Az Ellwood Manor látképe, melyet William Jones épített 1790 körül. A csata idején J. Horace Lacy tulajdona volt és Gouverneur Warren használta főhadiszállásnak. Ellwood az utolsó megmaradt épület a Vadon csata idejéből.

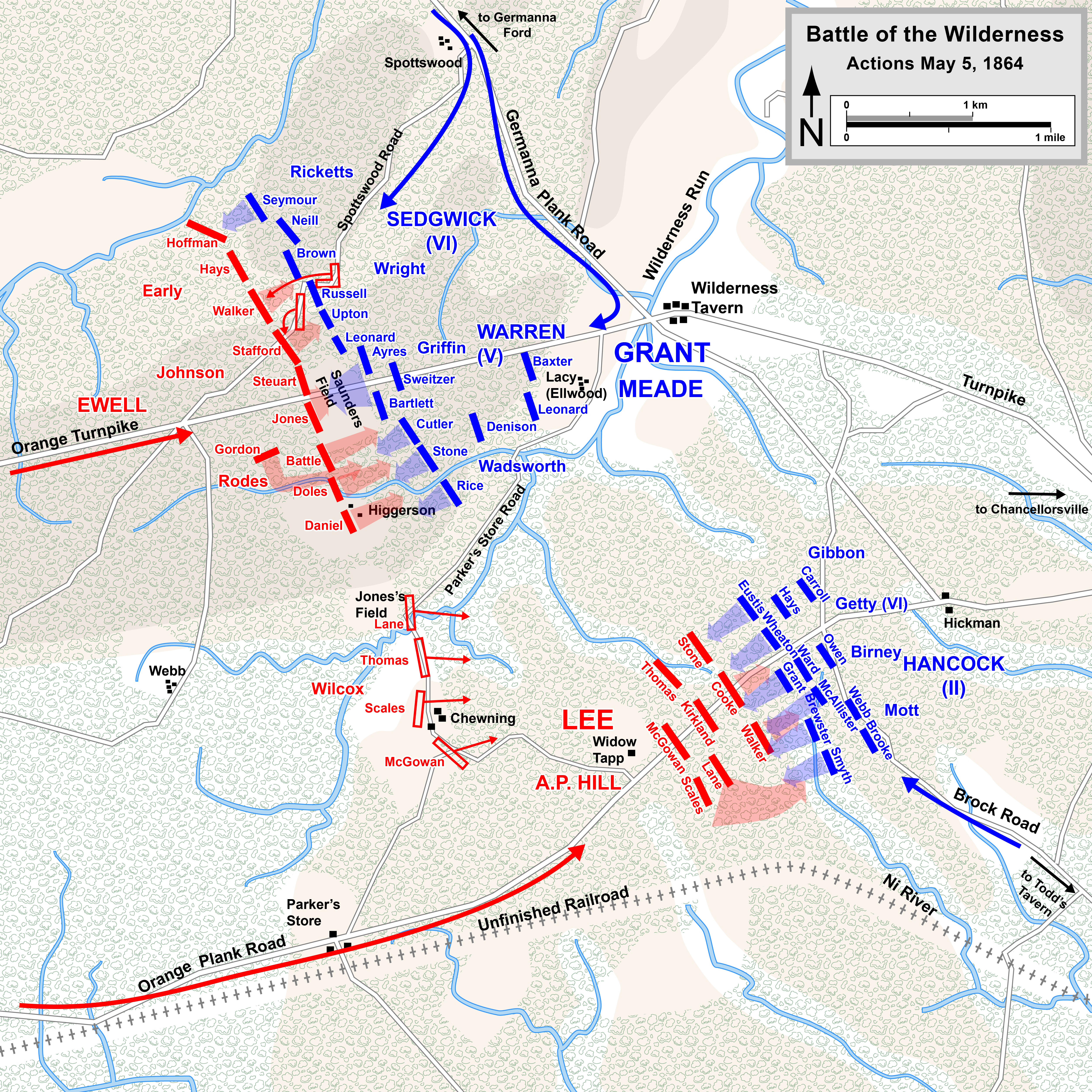
Harc a vadonban, 1864. május 5-én.

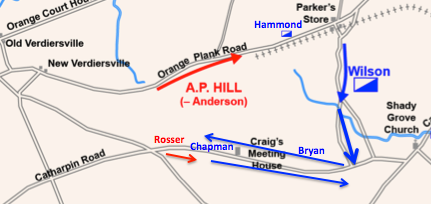
Wilson lovassága szó szerint a hadsereg előtt ment Parker boltjáig és azon túl a Catharpin útig. Nyugat felé ellenben az Orange makadámutat teljesen fedezetlenül hagyta és az Orange deszkaúton is csak egy ezredet hagyott. Az 5. New York-i ezredet A. P. Hill gyalogsága elsöpörte maga elől, a hadtest maradék része a Catharpin úton meghátrál Thomas Rosser konföderációs lovasdandárja előtt. A késleltetés Getty kezdeményezőkészségének hála szövetségi kézre kerítette a Brock utat, de Ewell hadteste teljesen felderítetlenül táborozott az uniós had közvetlen közelében, a Locust Grove-ban, nem egészen öt kilométerre.

Május 5-e hajnalán Warren V. hadtestéből Griffin hadosztálya parancsot kapott, hogy a Wilderness fogadótól haladjon az Orange makadám mentén a Locust Grove erdejébe. Nem tudta, hogy az uniós lovasság feladatával szemben nem ment a Locust Grove közelébe sem, és így ott Ewell felderítetlen csapatai táboroznak. Griffin tanyasi utakon hatolt előre, amikor belefutott Allegheny Johnson egyik dandárjába. A dandár parancsnoka John M. Jones épp katonáit állította sorba. Grantet értesítették a találkozásról és azt a parancsot adta, miszerint „Ha lehetőség adódik Lee hadseregének sorai közé hatolni, akkor tegyék meg és ne hagyjanak időt átrendeződésre”. Meade megállította a hadsereget és Warrennek támadási parancsot adott, azt gondolva, hogy a konföderációs jelenlét egyelőre egy kis csapatnyi, izolált egység, nem egy egész hadtest. Ewell katonái sáncokat ástak a Saunders mezőnek ismert tisztás nyugati végében. A jobbszárnyon Charles Griffin, a balszárnyon pedig James S. Wadsworth hadosztálya közelített a keleti sáncok felé. Griffin vonakodott támadni, mert a konföderációs állások jobbfelé túlnyúltak a látókörén, ami azt jelentette, hogy ha előretámadnak, oldalról szabadon lövik őket. Halasztást kért Meade-től, hogy Sedgwick VI. hadteste felfejlődhessen a Spottswood úton és kiterjeszthesse a vonalakat jobbfelé. Délután 1 órakor a konföderációs katonák már hat órája erősítették állásaikat, Meade az egész hadsereg általános késésétől frusztráltan parancsot adott a támadásra. Warren továbbadta a parancsot; szerinte Griffin ne aggódjon a jobbszárnya miatt, mert Sedgwick katonái majd fedezik azt, hanem támadjon.
Az unió vonalának jobb szélén Romeyn B. Ayres dandártábornok dandárja állt. A várhatónak megfelelően támadásakor a konföderációs katonák oldalba kapták és egységének fedezéket kellett keresnie egy vízmosásban az oldalazó tűz elől. Ayres balján Joseph J. Bartlett dandártábornok dandárját, aki lerohanta Jones védővonalait. Mivel Jones sem hátrálni, sem menekülni nem volt hajlandó, megadni magát pedig pláne nem, az uniós katonák lelőtték. De mivel elöl a megállt Ayres emberei nem fedezték oldalról, Bartlett jobbszárnya bajba került és dandárját megfutamították a tisztáson túlra. Bartlett elszakadt katonáitól és lován igyekezett visszatérni hozzájuk, mikor felszólították a megadásra. Bartlett öklét rázta a konföderációsok felé. Válaszképpen a déli katonák megpróbálták lelőni és hátasát találták el. A ló felbukfencezett és Bartletten feküdve állapodott meg. Senki nem gondolta, hogy ezután még életbe lehet, de két uniós sebesült a közelben észrevette, hogy mégis és biztonságba vitték a sebesültet. Bartlett balján Lysander Cutler dandártábornok Vasdandárja küzdött, keresztülvágott a Saunders mezőtől délre fekvő erdőségen és megtámadta Cullen A. Battle dandártábornok alabamai dandárját. Kezdetben a támadás jól haladt, a konföderációs erőket visszanyomták, de ekkor John B. Gordon tartalékban levő dandárja ellentámadásba ment át. Ez átszakította a Vasdandár vonalait, melyben a sorokban zöldfülű újoncokkal pótolták a rettenetes gettysburgi veszteségeket. A Vasdandár a történelem folyamán először pánikba esett és megfutott. Az újoncok többsége megfutásával csak a veterán harcosok maradtak a küzdelemben és bár megpróbáltak kitartani, de végső soron a nyomasztó túlerő elől visszaszorultak. A Vasdandáron túl balra a Higgerson farm környékén Roy Stone ezredes és James C. Rice dandártábornok egységei  megtámadták George P. Doles georgiai és Junius Daniel észak-karolinai katonáit. Mindkét támadás összeomlott a súlyos tűzben. Warren tüzérséget rendelte a Saunders mezőhöz a támadás támogatására, de azt a konföderációsok zsákmányul ejtették. Az est leszálltáig a kézifegyverek tüze akadályozta a zsákmányolt ágyúk elszállítását. Az ágyúk körüli kézitusa közben a mező kigyulladt és mindkét fél szörnyülködésére a sebesültek halálra égtek benne.
Sedgwick VI. hadtestének élcsapata kora reggel óta ismételt sürgetések után délután 3 órakor érte el a Saunders mezőt. Warren megvert csapatai ekkorra már tüzet szüntettek, és visszavonultak. Ewell így szabadon átcsoportosíthatott az új fenyegetés fogadására. Sedgwick Ricketts és Wright hadosztályával megtámadta Ewell erdőbeli vonalát az Orange úttól északra, s a rohamok és ellenrohamok körülbelül egy órán dühöngtek, mielőtt mindkét fél kimerült és hátrább vonult. A katonák harcszünet beállásakor már automatikusan sáncokat emeltek a védelmükre. A küzdelemben Leroy A. Stafford dandártábornoknak átlőtték a vállát és lapockáját és a lövedék gerincét is eltörte. A deréktól lefelé megbénult és szörnyű fájdalmakat átélő tiszt tovább buzdította katonáit a támadásra. A temperamentumos Griffin a támadás összeomlásakor visszarohant a főhadiszállásra és rangkülönbséget teljesen félretéve lehordta feletteseit, hogy támadása áttörte ugyan a vonalat, de a VI. hadtesttől semmilyen támogatást nem kapott. Grantnek jelentették az esetet így figyelmeztette Meade-et, hogy Gregg tábornok milyen hangnemben beszél az elöljárójával és hogy Meade-nek le kéne tartóztatnia. Meade valószínűleg tisztában volt saját háttérben maradó szerepével a támadás erőltetésében, és hogy Fredricksburgnél saját maga ugyanígy tombolt, mikor támadása nem kapott támogatást. Nem bírván elnézni Grant lezseren kigombolt zubbonyát, ezért odalépett hozzá és mint egy iskolásfiúnak begombolta, majd helyesbített, hogy a tábornokot Griffinnek hívják, s megjegyezte, hogy neki már csak ilyen a modora.

### Május 5-e az Orange deszkaúton

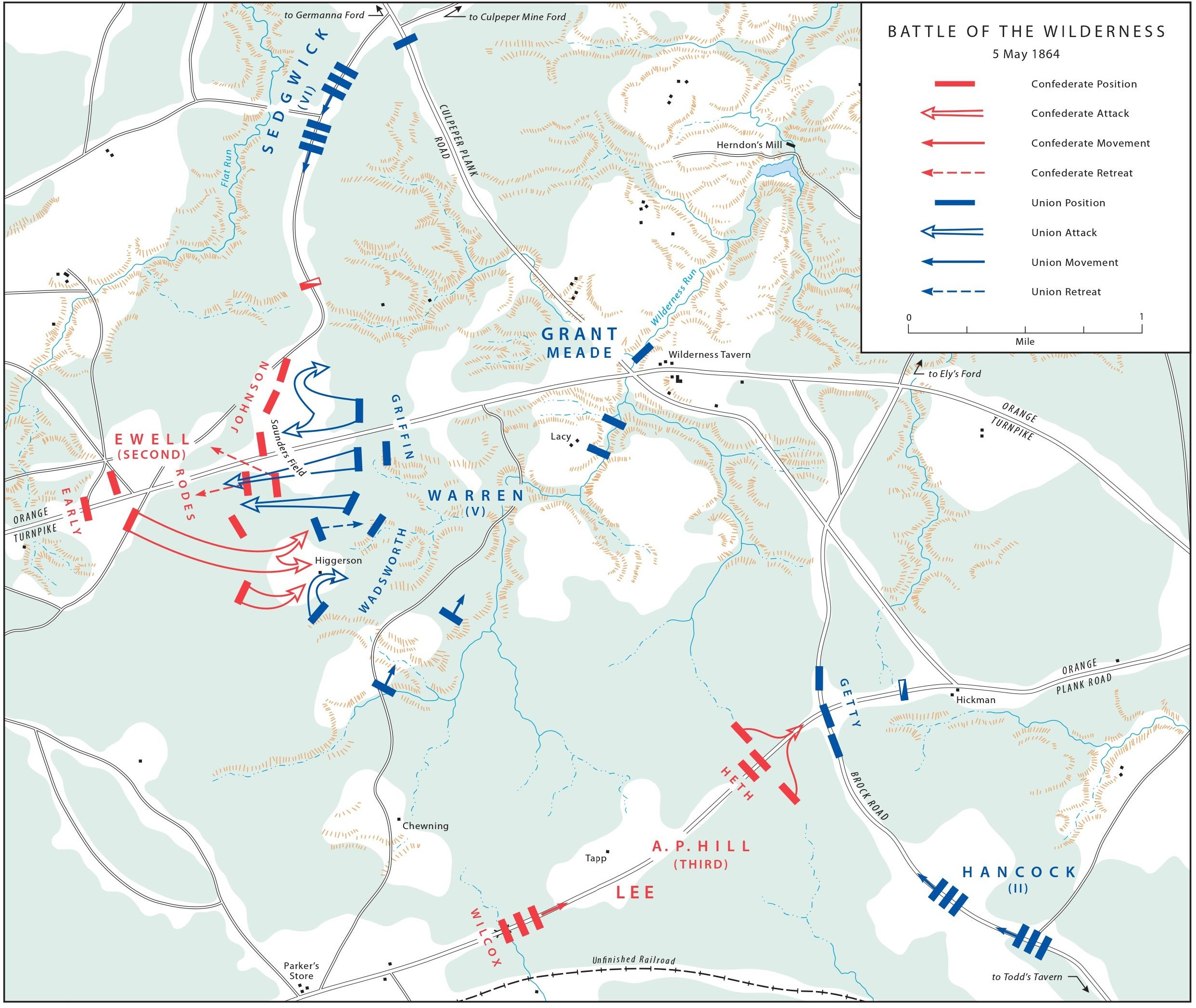
1864. május 5-ei műveletek a vadonban

Samuel W. Crawford dandártábornok a Wilderness fogadóból Parker boltja felé igyekvő emberei reggel fél nyolcra a Chewning farmhoz, a környék magaslati pontjához értek. Észrevették, hogy konföderációs gyalogság a Brock úti kereszteződés felé üldözi az 5. New York-i lovasságot. Crawford megállította csapatait, az erről szóló jelentés 9 óra körül érte el Meade főhadiszállását. Crawford hadosztályát visszavonták Wadsworth bal oldalára. A konföderációs gyalogság A. P. Hill hadtestének élen haladó hadosztálya volt, Henry Hethé. Meade utasítást adott a VI. hadtest egyik hadosztályának, George W. Getty-ének, hogy foglalja el az Orange deszkaút és a Brock út kereszteződését. Az 5. New York-i lovasság 500 karabélyokkal felszerelt katonája kicsit késleltette Hill közeledését. Getty és törzsének tagjai katonái előtt lovagolt és közben elértek a kereszteződésbe ahol 50 méterre megpillantották Heath érkező hadosztályának előőrsét. Getty és maroknyi embere lőni kezdtek és megtartották a kereszteződést, amíg embereik beérték őket és röviden előcsatároztak. Getty némi tüzérséget telepített az útra és rögtönzött barikádokat emelt, Hill előőrse pedig pár száz métert visszavonult a kereszteződésből nyugat felé.
Az Orange deszkaúthoz közeli harc java a bozótosban vívott közelharc volt, melyet a fegyverekből felszálló füst kísért, mely még több kavarodást okozott a tisztek között mindkét oldalon. Hill másik, Willcox által vezényelt hadosztályának négy dandárja északabbra sorakozott fel, hogy Ewell csapataival megteremtse az összeköttetést. Másfél kilométerrel hátrébb Lee özvegy Tapp asszony farmján tartózkodott és Jeb Stuarttal, és Hillel együtt megbeszélést tartottak, mikor a tisztás másik felén, 200 méternyire uniós előcsatározók tűntek föl a fák közül. A három tábornok viszonylag higgadtan reagált, de vezérkaruk megbolydult, aminek láttán a hasonlóan meglepett uniós katonák visszahúzódtak a fák közé. Lee délután fél három és három óra között látva Heth lassú felfejlődését Cadmus Wilcox csapatait valamivel északabbra küldte áttörni a legsűrűbb bozótoson. Wilcox visszavette a Chewning farmot, de azután a haladása lelassult. Lee érdeklődött Hethtől, hogy általános harc kirobbantása nélkül birtokba tudja-e venni a Brock út kereszteződését, amire Heth nem vállalkozott.
Meade parancsot küldött Hancocknak, miszerint siessen Getty embereinek segítségére. Hancocké volt az egyetlen hadtest, amely dél felé elérte célját, a Todd fogadót. A csapatokat továbbindítva eddig Warren érkezését leste. A parancs után észak felé forduló hadoszlop délután 3 óra 30 perckor megérkezett és Meade parancsára Getty megtámadta a konföderációs vonalat. Az uniósok közeledésekor Heth vezérőrnagy hadosztályának sűrű tüze elől egy előttük húzódó alacsony dombocska mögött kerestek védelmet. A II. hadtest hadosztályai folyamatosan érkeztek; Birney-ét az út mentén, Getty támadását megismételve, Mottét tőle balra vetették be. Hancock előrevezényelte őket Getty támogatására, majd később egy dandárt Gibbon hadosztályából és kettőt Barlowtól is bevetett. Wadsworth hadosztálya parancsot kapott, hogy mindenféle út nélkül is törjön át a vadonon és támadja oldalba Hill vonalát. Wadsworth megkísérelte a lehetetlent, de nem jutott el odáig, hogy hathatós támogatást adjon. Wilcoxot Lee visszahívta az úttalan vadonból és Heth segítségére küldte. A bevetett öt uniós hadosztály azonban így is többszörös létszámfölényben volt, és Hill 12000 embere óriási küzdelemben hátrált. Az éjszaka leszállása megmentette a hadtestet a teljes szétzilálódástól.

### Május 6-ra készített haditervek
Az első nap eseményeiből világos volt, hogy Lee stratégiai haditerve lépett működésbe. A két hadsereg a vadonban feszült egymásnak, az uniós hadsereg kijutása a rengetegből nem valósult meg. Az is világos lett, hogy Grant terve ellenére semmilyen vonatkozásában nem elégedett a Potomac hadsereg irányításával. Noha előzetesen azt remélte, hogy Meade majd különösebb beavatkozás nélkül fogja ezt a hadsereget Grant stratégiai terve alapján irányítani, ebből az első nap alapján semmi sem látszott megvalósulni. Grant kénytelen volt azonnali direkt parancsok kiadásával a saját elképzeléseit érvényesíteni. A módszer nem nyerte meg magának Meade-et, aki teljesen fölöslegesnek érezte magát ebben az új rendszerben, nem lévén döntési jogköre.
Grant a következő napra úgy érezte, hogy Hill hadosztálya ki van merülve, tehát nagyszerű célpont. Kora reggelre rohamot rendelt el az Orange deszkaút mentén a II. hadtestnek és Getty hadosztályának. Ugyanekkor az V. és VI. hadtestnek fel kellett újítania támadását Ewell vonalai ellen az orange-i főúton, megakadályozva hogy esetleg Hill segítségére siethessen, illetve Burnside IX. hadtestének a kettő között áthaladva Hill hátába kellett kerülnie. Amennyiben ez sikerül, Hill hadteste megsemmisül és a teljes erő felmorzsolhatja Ewellt. Burnside eredetileg a szekértrén mögött maradó, újoncokból álló hadtestének át kellett kelnie a folyón, a csatateret elérve fel kellett sorakoznia abban a vadonban, ahol nem volt semmilyen út, majd azon keresztültörve kellett volna támadnia.
Noha Lee tudatában volt a deszkaúti pozíciók súlyos helyzetének, Hill erőit pihenni küldte. Heth kétszer megismételt kérése ellenére Hill továbbította a pihenő parancsát a katonáknak, mert Lee terve alapján arra számított, hogy Longstreet nem egészen 15 kilométerre álló csapatai időben fognak érkezni és leváltják őrhelyén még hajnal előtt. Mihelyt ez megtörténik, Hill balra húzódik, hogy kiöltse az arrafelé nyitva álló tér egy részét. Longstreet hadteste azonban május 5-én több mint 50 kilométert gyalogolt teljes felszerelésben és este kimerülten összerogytak a katonák. Longstreet úgy érezte, hogy időt kell adnia nekik pihenni, de éjjel egy órakor Lee sürgetésére már indultak is tovább. Lee május 5-én délután 6-kor kiadott parancsa miatt már nem az eddig rótt Catharpin úton szándékozták bevetni őket, hanem Hill hadtestéhez kellett eljutniuk az Orange deszkaúton. A vaksötétben, erdő-mezőn keresztül lassan haladtak és néha el is tévedtek, így napkeltére még nem sikerül leküzdeniük a 15 kilométert. Lee folyamatosan küldte hozzájuk a futárokat, hogy elmagyarázzák Hill hadtestének kétségbeejtő helyzetét. Lee a jobb állapotban levő Ewell csapatai számára támadást rendelt el.

### Május 6-a: Longstreet támadása

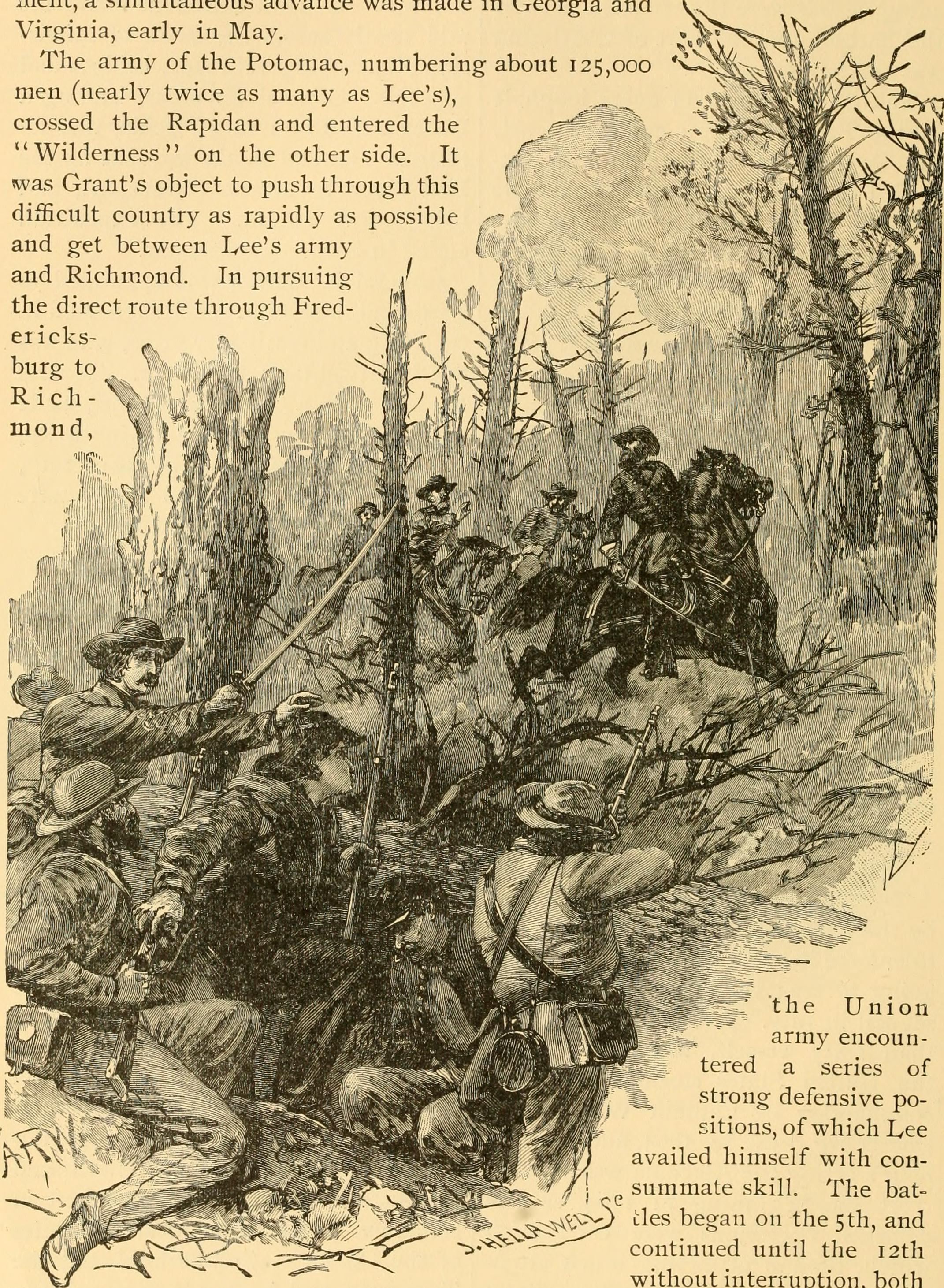
1864. május 6-án saját csapatai tévedésből lelövik Longstreet altábornagyot. A kíséretében levő Micah Jenkins dandártábornok, Alfred E. Doby hadnagy, Charles S. Dwight százados meghal. Kershaw vezérőrnagy, Francis Dawson százados, Peyton T. Manning ezredes és G. Moxley Sorrel ezredes sértetlenül megúszta a sortüzet.

Hancock II. hadteste a tervnek megfelelően reggel 5 órakor megpróbálta legyűrni a konföderációs harmadik hadtestet Wadsworth, Birney, és Mott hadosztályaival; Getty és Gibbon hadosztálya támogatta a rohamot. Ewell katonái a főúton saját maguk támadtak elsőnek, 4 óra 45 perckor, de a nap folyamán Sedgwick és Warren támadásai teljesen odaszögezték állásaihoz és nem tudtak segítséget nyújtani Hillnek. Lee saját kezűleg állította fel William T. Poague alezredes 16 ágyút a Tapp özvegy farmján, mindet repeszre töltve a gyalogság ellen. Ennek tüze egy időre megtorpanásra kényszerítette az uniós rohamot. Lee  menekülő libacsapatnak titulálta a dél-karolinai katonáit, mire parancsnokuk, McGowan megszégyenülve azonnal hozzálátott a hátrafelé szivárgó konföderációsok áradatát elrekeszteni. A teljes összeomlás előtt azonban reggel 6 órakor megérkezett John Gregg 800 fős Texas dandárja, Longstreet előőrse és megmentette Hill hadtápját. A megkönnyebbült és izgatott Lee a kalapját lengette feje és válla fölött és azt kiáltotta „A Texasiak mindig elbánnak velük!” Lee több napja pihenés nélkül intézkedett és kimerült izgatottságára jellemző, hogy saját maga akarta állásba vezetni a dandárt. Mikor a texasiak megértették a szándékát, azonnal megálltak és megragadták a lova, Traveller kötőfékjét és megmondták, hogy aggódnak az épségéért és csak akkor mennek előre, ha a tábornagy maga egy biztonságosabb helyre megy. Gregg meggyőzte Lee-t hogy majd ő megfelelően kézben tartja az irányítást és a vezénylő tábornok engedett neki.

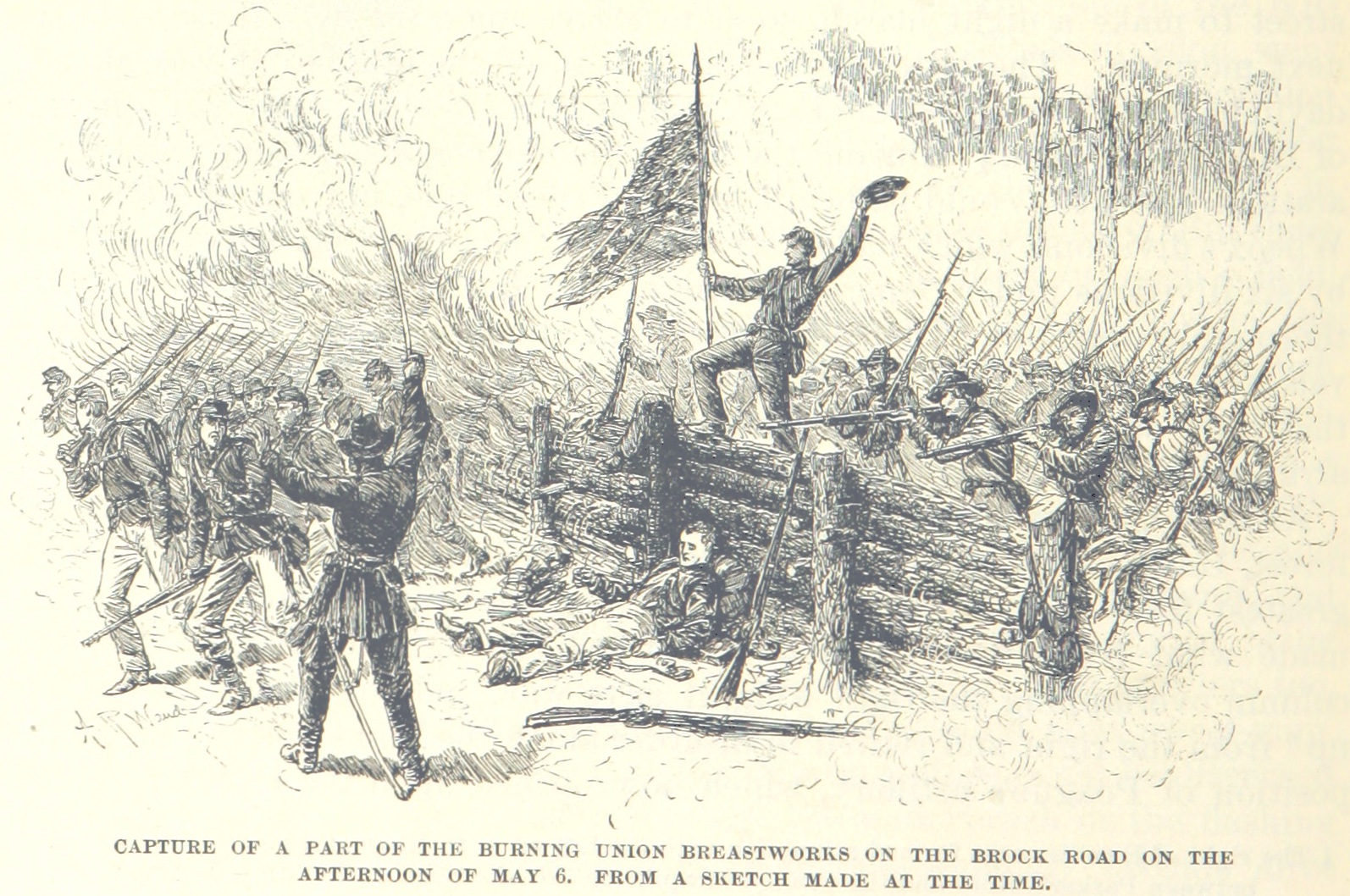
Konföderációs csapatok elfoglalják az uniós sáncok egy részét a Brock úton

Longstreet ellentámadását Charles W. Field vezérőrnagy vezette a balszárnyon és Joseph B. Kershaw dandártábornok a jobbon. A saját támadásuk után némileg rendezetlen uniós csapatok nem tudtak ellenállni és pár száz métert hátráltak Tapp özvegy farmjától. A texasiak az úttól északra rohamoztak és súlyos vérveszteséget szenvedtek el: csak 250 katonájukat maradt sértetlen. Reggel nyolc órára Richard H. Anderson jelentette, hogy hadosztálya megérkezett. Lee a fő harc közelében akarta őket tartani, ezért Longstreetnek adta az irányításukat. Mikor Hill kért egy dandárt belőlük, Lee azt is Longstreet hatáskörébe utalta. Délelőtt 10 órakor Longstreet főmérnöke jelentette, hogy felfedezett egy befejezetlen vasúti vágánynak szánt árkot a deszkaúttól délre és az kiváló kerülőutat jelent az uniós vonal hátába. Longstreet G. Moxley Sorrel alezredest, a stábjának főnökét küldte az oldaltámadásban részt vevő négy friss dandár rohamát vezetni. Sorrel és a rangidős dandártábornok, William Mahone 11 órakor csapott le és Hancock későbbi írása szerint a szárnytámadás felgöngyölítette sorait „mint egy nedves pokrócot”. Ezzel egyidőben Longstreet felújította a fő támadási irányban a nyomást és Hancock hadtestét visszanyomta a Brock úthoz. Wadsworth lova megbokrosodott és a déli vonalak felé kezdett vágtatni, és a hamarosan mellkasba találta egy golyó . A sebesülés halálosnak bizonyult, utóda Lysander Cutler dandártábornok lett a hadosztály élén.
Longstreet több tisztje társaságában előrelovagolt a deszkaúton és találkozott Mahone pár katonájával, akik visszatérőben voltak a sikeres támadásukból. A virginiai katonák szövetséginek nézték a lovasokat és tüzet nyitottak, Longstreetet igen súlyosan megsebesítve a nyakán és hátán, illetve megölve Micah Jenkins dandártábornokot. Longstreet átadta a parancsnokságot Charles W. Field vezérőrnagynak és azt javasolta, hogy tartsák nyomás alatt az ellenséget. Lee Field mellett maradt, hogy új szerepkörében segítse, de a konföderációs harcvonal káoszba merült, és mielőtt újabb erőteljes támadást szervezhettek volna. Anderson hadosztályát lanyha támadás érte Burnside IX. hadteste részéről, amely megkezdte a remények szerint felvigyázatlan erdőrészen az áttörést Hill hátába. Anderson visszaverte a támadást és saját maga indult rohamra Burnside sáncai ellen. Egy rövid időre tűz ütött ki, amely a sáncok kiürítését okozhatták volna, de a szél megfordult. Időközben Hancock stabilizálta a saját vonalát a sáncok mögött a Brock útnál. Longstreet nem tért vissza az Észak-Virginiai hadsereghez október 13-ig. A hely, ahol saját tűz áldozata lett, mindössze 10 km-re esik Stonewall Jackson halálosnak bizonyuló sebesülése helyétől, akit szintén a saját csapatai lőttek le egy évvel korábban. Amikor a sebesült Longstreet a hordágyon feküdt és rárakták a kalapját, a katonák azt kezdték mondogatni, hogy ugyanaz lett a sorsa, mint Jacksonnak. Longstreet ekkor mozdítható bal kezével leemelte a kalapot és integetni kezdett, hogy mutassa, csak megsebesült, de még él.

Május 6 a vadonban
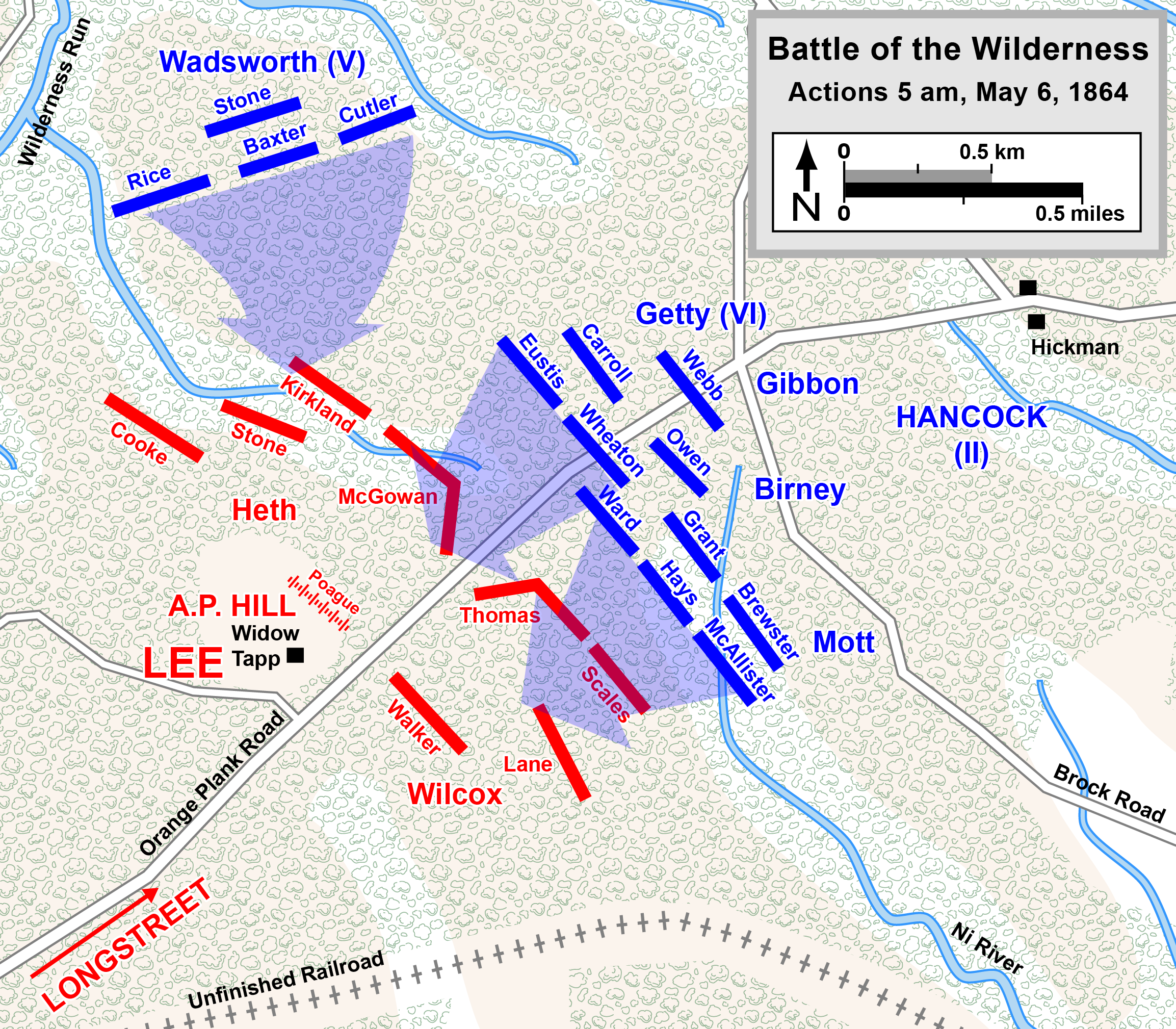
Május 6-án hajnali 5-kor Hancock megtámadja Hillt a deszkaút mentén
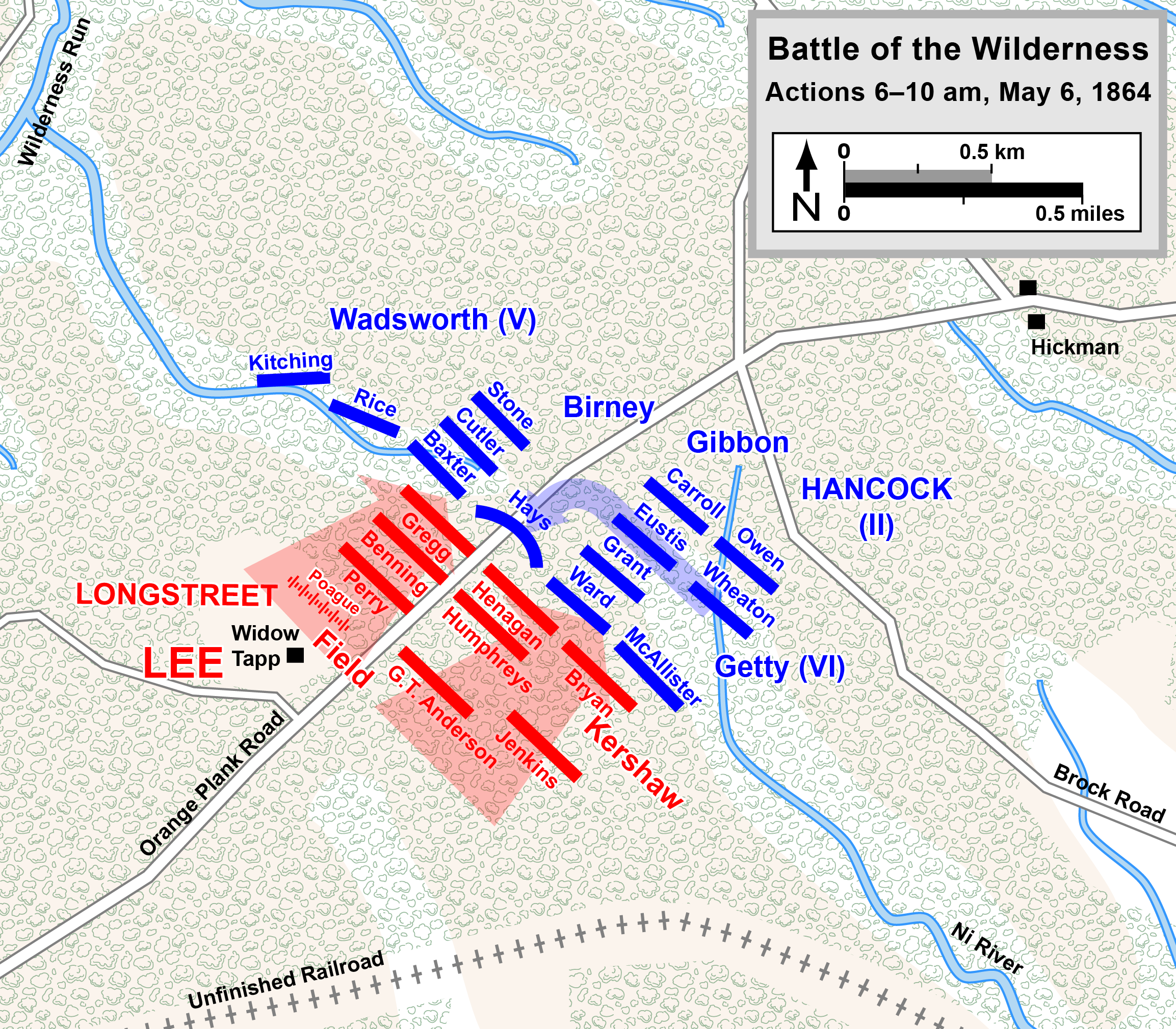
Május 6-án délelőtt 10 órakon Longstreet ellentámad
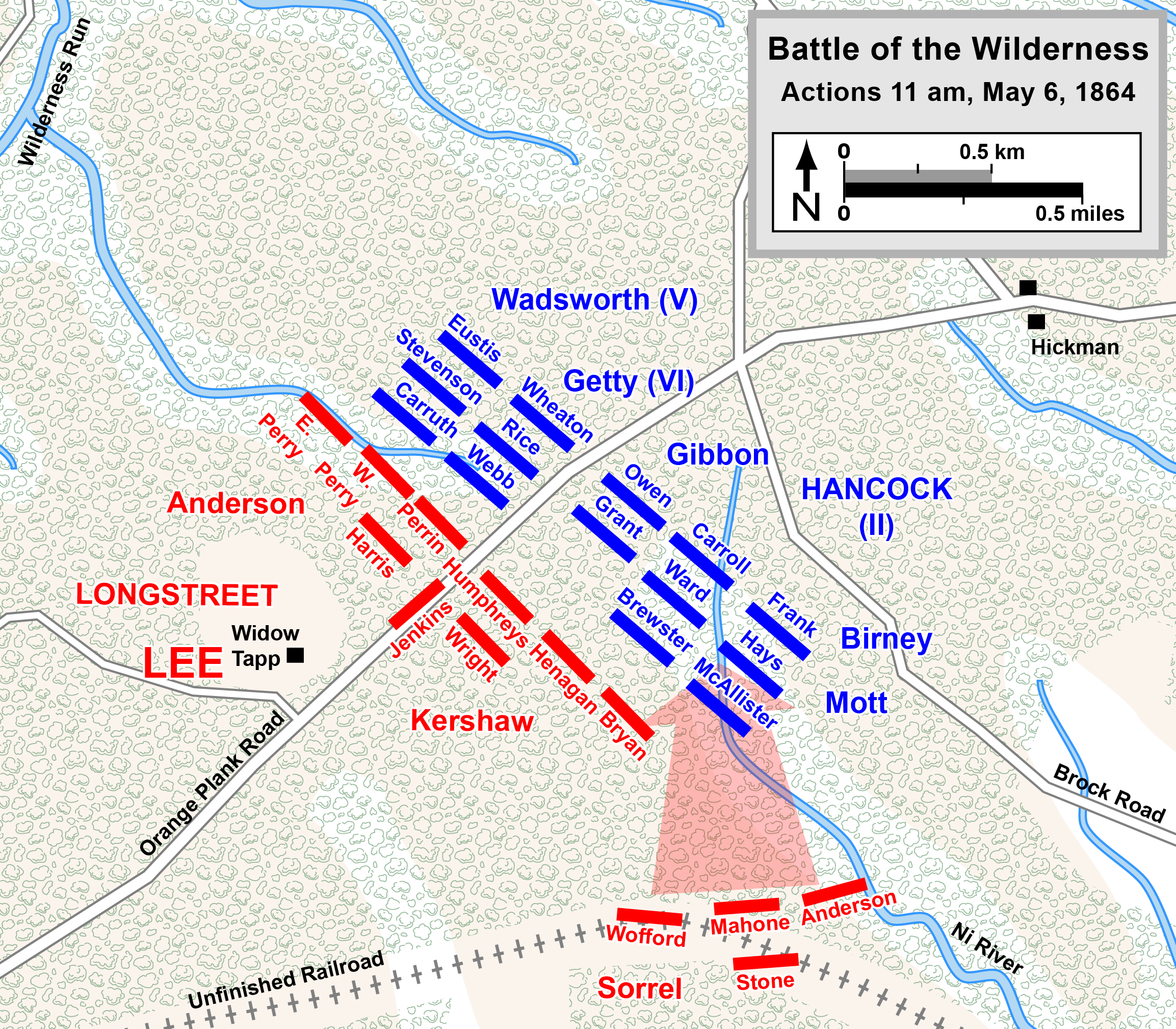
Május 6-án 11 órakor Longstreet megtámadja Hancock szárnyát a vasúti árokból

### Május 6-a: Gordon támadása

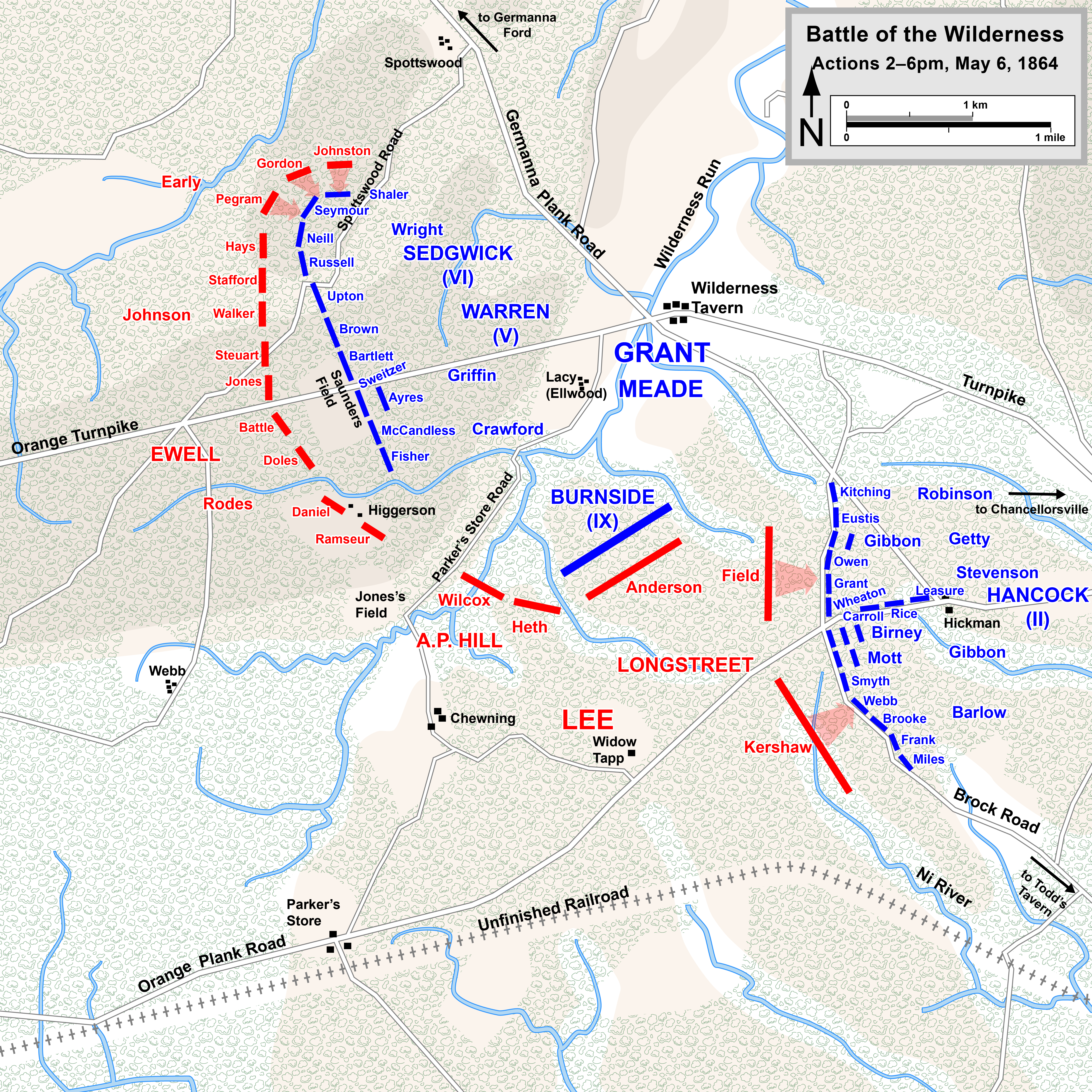
Harc a vadonban, 1864. május 6-án du. 2 órától sötétedésig

A főúton a nap legnagyobb része döntést nem hozó harcban telt el. Kora reggel John B. Gordon dandártábornok kikémlelte az uniós állásokat és javasolta hadosztályparancsnokának, Jubal A. Earlynek, hogy támadják meg a szárnyat, de Early elvetette a vállalkozást, mint túl kockázatost. Gordon háború utáni számadása szerint Lee meglátogatta Ewellt és utasításba adta, hogy engedélyezze Gordon tervét, de más források szerint Lee-nek nem volt köze ehhez. Mindenesetre Ewell felhatalmazta Gordont, hogy nem sokkal sötétedés előtt induljon előre és támadjon. Gordon manővere jó eredményt ért el a tapasztalatlan New York-i gyalogság ellen, akik a háború eddigi részét Washington körüli tüzérségi állások kiszolgálásával töltötték. Két dandárt, Shalerét és Seymourét szétverték, a parancsnokok fogságba kerültek. A sötétedés és a sűrű növényzet a konföderációs támadást is lelassította, az uniós szárny pedig erősítést kapott és megszilárdult. Sedgwick védővonalát az éjszaka folyamán a Germanna deszkaútig hosszabbították meg, leküzdve a krízist. Évekkel a háború után Gordon még mindig méltatlankodott a támadás engedélyének késése miatt, azt állítva, hogy „a háború megnyerésének létező legnagyobb lehetőségét engedték elillanni”.
Az uniós védelem ennek a szakaszának összeomlásáról jövő hírek nagy megrökönyödést okoztak Grant főhadiszállásán, és kiváltották az a párbeszédet, melyet széles körben idéznek a Grant életrajzokban. Egy tiszt szólította meg Grantet, „Grant tábornok, ezt a krízist nem lehet elegendő komolysággal szemlélni. Személyes tapasztalatomból jól ismerem Lee módszereit; egész erejét közénk és a Rapidan közé fogja vetni, és teljesen elvágja az utánpótlási vonalunkat.” Grant láthatóan már várta az alkalmat és visszavágott, „Tele van a hócipőm azt hallgatni, hogy mit fog Lee csinálni. Önök közül néhányan úgy látszik arra számítanak, hogy hirtelen duplaszaltót ugrik és mindkét szárnyunkon és a hátunkban fog landolni, mindezt egyszerre. Foglalkozzon a gondjaira bízott katonákkal és gondolkodjon azon, hogy mi mit fogunk csinálni, ahelyett, hogy Lee-ről képzeleg.”

### Május 7

Harcok május 7-én a továbbhaladásért.

Május 7-e reggelén Grantnek kiépített konföderációs földsáncokat kellett volna megrohamoznia. Ezt nem vállalva kikerülő manőverbe kezdett. A Brock úton délre tartva a Spotsylvaniai Court House fontos kereszteződése felé remélte, hogy hadseregét Lee és Richmond közé ékelve arra tudja ellenfelét kényszeríteni, hogy az unió számára előnyösebb terepen harcoljanak. Május 7-én reggel 6:30-kor megküldte utasítását Meade-nek, hogy tegyen meg minden előkészületet a nap folyamán egy éjszakai menetelésre. A 16 kilométerre délkeletre eső Spotsylvaniába május 8-án reggel kellett elérniük. Az V. és VI. hadtest kezdte az elvonulást, Warren a Brock úton, Segdwick azzal párhuzamosan. A II. hadtest Warrent kellett követnie, a IX.-nek Segdwicket. Este 8:30-kor elindítja a csapatokat tovább és mikor azok észreveszik hogy nem észak felé fordulnak vissza, hanem továbbmennek délkelet felé, óriási spontán éljenzés tört ki. Grant lecsendesítette a csapatokat, nehogy elárulják mire készül. A konföderációsok hallották az éljenzést és azt hitték Grant visszavonul, erre ők pedig Lee-t kezdték éljenezni. Lee nem gondolta, hogy Grant visszavonul. Éjjel 11-kor Anderson nem akar tovább időzni a kigyulladt csatamezőn és elindul Spotsylvania felé. Az utat ehhez Lee tüzérségi parancsnokával, William N. Pendeltonnal és utászaival vágatta az erdőben.
A nap folyamán a szövetségi és a konföderációs lovasság harcolt egymással legintenzívebben. Thomas L. Rosser május 5-én győztes lovasságának George A. Custer dandárja május 6-án súlyos veszteségeket okozott a Todd fogadótól északra. Sheridan mégis visszavonta a dandárt a szállítószekerek védelmére. Ezért május 7-én reggel megint összecsapást kellett vívni a Brock út birtoklásáért. A Catharpin úton J. Irvin Gregg ezredes alakulatát a Corbin-hídnál megállította W. H. F. „Rooney” Lee és Wade Hampton lovassága. Gregg Todd fogadójától nyugatra hátrált, majd sebtében rögtönzött barikádokat emelt és egész nap sikeresen kitartott a konföderációs támadásokkal szemben.
Fitzhugh Lee két dandárja kiváló halogatóharcot vívott Todd fogadójánál, vagyis a Catharpin és a Brock utak kereszteződésénél. Torbert egészségügyi eltávozáson volt éppen, így helyettese, Wesley Merritt három dandárnyi hadosztálya végül győzött, elfoglalt két különböző barikádot és ellenőrzése alá vont a Spotsylvania felé vezető út kulcspontját, de a győzelmet az éjszaka miatt nem kihasználva lepihentette az egységet. Sheridan nem teljesen világos, hogy hol tartózkodott ez alatt. Mikor az oszlop élén haladó Meade Todd fogadójához ért a gyalogság nem tudott áthaladni, mert útját eltorlaszolta két hadosztálynyi uniós lovasság, amelynek ménjei szabadon legelésztek és a legénység kávét főzött, illetve leveleket írt. A „hol van Sheridan tábornok” és a „milyen utasítást teljesítenek most” kérdésekre azt a választ kapta hogy „nem tudják és semmilyen parancsuk nincsen”. Meade vérmérsékletének megfelelően dühöngeni kezdett. Merritt és George M. Gregg hadosztálya számára saját maga kezdett utasításokat adni és megtisztítani az utat a gyalogság számára. Ezután Sheridan is parancsokat küldött, melyeket nem teljesítettek, mivel már a hadseregparancsnok utasításai voltak érvényben. Sheridan bement Meade sátrába és Theodore Lyman hadsegéd füle hallatára úgy összeveszett Meade-del, hogy ordítozni kezdtek egymással. Lyman emlékiratából tudjuk, hogy Sheridan egyértelmű függelemsértést követett el és végezetül még kijelentette, hogy mostantól nem fogad el semmilyen parancsot Meade-től és távozott a sátorból.
Május 7-én Lee Richard H. Andersont bízta meg az első hadtest ideiglenes irányításával. Hadosztálya irányítását William Mahone kapta meg. Anderson este úgy döntött, hogy tekintettel a harctéren a hőségben bűzlő temetetlen holttestekre és kigyulladt és füstölgő erdőre, a paranccsal szemben már korábban, éjjel 10-11 óra felé elhagyja a harcteret és megindul Spotsylvania felé. Ez a pár, pihenéstől elvett óra azt jelentette, hogy május 8-án a konföderációs erők értek először Spotsylvaniába és ismét elállják a Potomac hadsereg útját. A szövetségi gyalogság késleltetése tette lehetővé, hogy Spotsylvania Court House-ba először a konföderációs gyalogság érkezzen meg és építsen ki állásokat. Az uniós hadsereg továbbra is a vadonban rekedt, a kijutás egyelőre nem sikerült.

## Értékelés
Meade megpróbálta elérni Sheridan leváltását, amihez tudta, hogy Grant jóváhagyására lesz szüksége. A parancsmegtagadást nyilvánossá téve Grant elé vitte az ügyet. Elkövette azonban azt a hibát, hogy anekdotikusan megemlítette, miszerint Sheridan hadműveleti elképzelése az, hogy a teljes lovasság bevetésével legyőzi a konföderációs lovasságot, mivel úgymond ő már régen legyőzte volna JEB Stuartot, ha Meade engedélyezte volna. Grant kutyaszorítóban volt, mert Sheridant pontosan azért nevezte ki a lovashadtest élére, mivel Granthez hűséges volt, így nyilvánvalóan nem akart lemondani támogatásáról és szolgálatairól. Belekapszkodva az elképzelésbe azt mondta Meadenek, hogy Sheridan általában tudja mit beszél, engedje el erre a műveletre. Meade parancsnoksága alól kiszabadulva Sheridan önálló parancsnokságot kapott, mi több saját maga kijelentése miatt kvázi többet vissza sem térhetett a Potomac hadsereghez.
Sheridan tehát eltávozott a Potomac hadseregtől és magával vitte a lovashadtest legnagyobb részét önálló portyájára. Lovassági beosztása végéig, 1864. augusztus 8-ig összesen kicsivel több mint 30 napon át maradt a Potomac hadsereg kötelékében, máskülönben nem támogatta azt. Mivel a Gettysburgi hadjárat idején JEB Stuart hasonló módon önálló szerepkörben működtette a lovasságot, és ennek Lee nagyon nem örült, többet ilyen módon nem foszthatta meg az Észak-virginiai hadsereget a lovasságtól, jóval nagyobb részt hagyott hátra számára hagyományos lovassági szerepkörben. Ez két dolgot eredményezett: egyrészt a portya tetőpontján, május 11-én a Yellow Tavern-i ütközetben Stuart súlyos létszámhátrányban küzdött és a szövetséges lovasság üldözése közben halálos sebesülést szenvedett. Másnap a Meadow Bridge-i ütközetben halálosan megsebesítették James Byron Gordon dandárparancsnokot, Sheridan mégis elvesztette a fejét és meghátrált Richmond előtt és a létszámhoz képest lényegtelen károkat okozott. Másrészt a Potomac hadsereg lényegében vakságra volt kárhoztatva az Overland hadjárat további részében általában és a következő 14 napban teljesen. Következő nap, május 8-án kezdetét vette a Spotsylvania Court House-i csata
Noha a rengetegben vívott ütközet eldöntetlen maradt, taktikai szempontból ez egy konföderációs győzelem volt, hiszen az Unió hadserege feladta a küzdelmet és elhagyta a harcteret. A harctér feladásának kikényszerítése általában olyan sikertény, mely a küzdelem eredményét is meghatározza. A veszteségadatok némileg bizonytalanok konföderációs oldalon, így az északi veszteség másfélszeres és több mint kétszeres is lehetett. A rengetegben nem valósult meg az a stratégiai elképzelés, miszerint Lee hadseregét megsemmisítik és Richmond védtelen marad. Azonban Grant, elődeitől eltérően nem a visszavonulást választotta, hanem dél-kelet felé Spotsylvaniához tört előre. Ennek jelentőségét James M. McPherson a következőként összegezte:

„Mindkét szárnyat erősen megtépázták és [Grant] 17 500 fős vesztesége a két nap alatt legalább 7000-rel haladta meg a konföderációst. Hasonló körülmények között a korábbi uniós parancsnokok Virginiában visszavonultak a legközelebbi folyó mögé. A sorállomány megint erre számított. De Grant azt ígérte Linconnak, hogy „akármi történik, nem fordulunk vissza.”
Mialatt a hadseregek május 7-én óvatosan előcsatároztak Grant Lee jobbján való elvonulást készített elő, hogy elfoglalja Spotsylvania egy tucat mérföldre délre eső kereszteződését. Ha sikerül, ez a mozdulat az uniós hadsereget közelebb hozza Richmondhoz mint az ellenséges erőket és Lee harcolni, vagy visszavonulni kényszerül. Egész nap uniós utánpótlás és tartalék tüzérség mozgott a vonalak mögött, erősítve a katonák lelombozott várakozását a visszavonulásra. Sötétedés után a kék hadosztályokat egymás után kivonták.
De ahelyett, hogy észak felé tartottak volna, délnek fordultak. Hirtelen napfény áradt szét az agyakban. Nem egy újabb Chancellorsville ... végre nem egy újabb fiaskó. „A kedvünk kivirult”, mondta egy veterán, aki úgy emlékezett erre a pillanatra, mint az Amerikai polgárháború fordulópontjára. Az elmúlt három nap rettenete ellenére és mindazon szörnyűségek ellenére, melyek még érkezőben voltak, „szabadon masíroztunk. Az emberek énekelni kezdtek.” A hadjárat kezdete óta először a Potomac hadsereg támadásban maradt az elsődleges nagy ütközet után.”

Grant manőverére Lee újra és újra elállta az útját Richmond felé az Overland hadjárat folyamán, így 1865. április 2-án Richmond úgy esik el, hogy az Észak-virginiai hadsereg még mindig védekezik és visszavonul Appomattox Court House felé. Lee fegyverletételét valószínűleg a területi veszteségek és konkrétan Richmond és Petersburg hadiiparának elvesztése befolyásolta, illetve annak reménytelensége, hogy új katonákat toborozzon. A Konföderáció elérte a totális mozgósítást, már a 17 éves korosztályt is behívták katonának, és a területveszteségek miatt nem volt több mozgósítható erő. Grant ennek tudatában vállalhatta a veszteségeket, mert elsőnek a Konföderáció emberutánpótlása merül ki. Az Overland hadjárat ezt a stratégiai célját sikerrel elérte, de nem a kitűzött időre, hiszen az 1864-es elnökválasztás előtt nem sikerült kikényszeríteni a fegyverletételt.
Lee minden támadó erőfeszítése ellenére sem sikerül megsemmisítenie a Potomac hadsereget a rengetegben. Zavarokat és helyi visszavonulásokat sikerül kikényszerítenie, de a véres rohamok saját embertartalékát őrlik fel. Nem sikerül visszafordulásra és időveszteséggel járó újraszerveződésre kényszerítenie sem az ellenfelét. Hiába cserélődik ki szinte a teljes Potomac hadsereg a veszteségek következtében, az Overland hadjárat végén bekövetkezik az, amit Lee 1862 közepétől elkerülni akar: beszorul Richmond védelmi állásai mögé. A vég közeledik az Amerikai Konföderációs Államok számára.

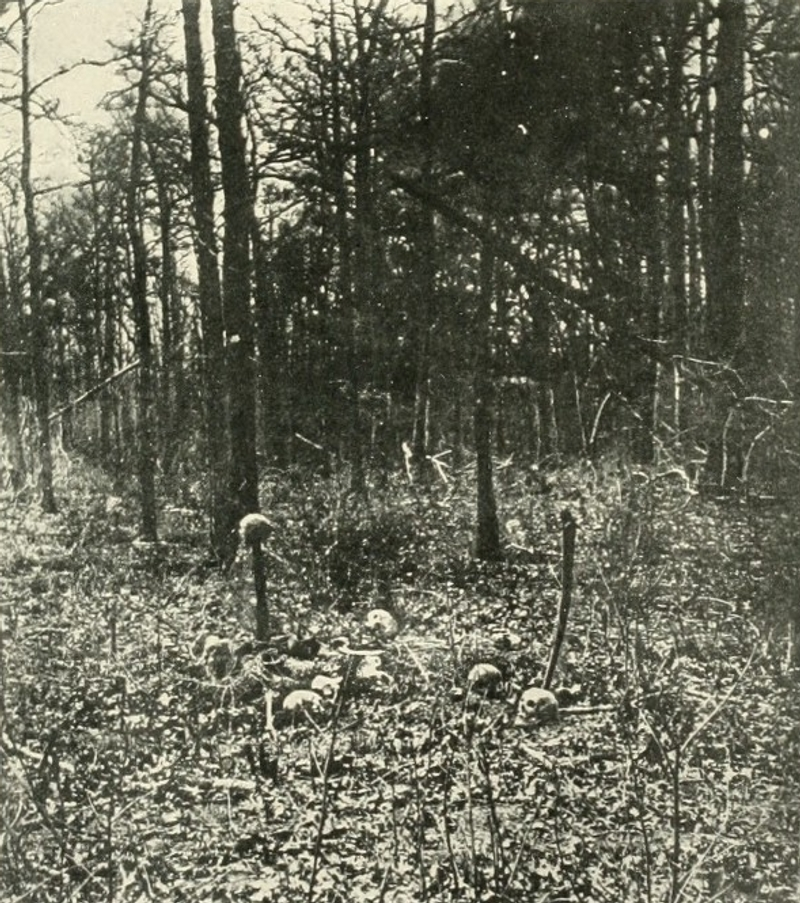
Koponyák és csontok az elpusztult fák alatt a Vadon csatában.
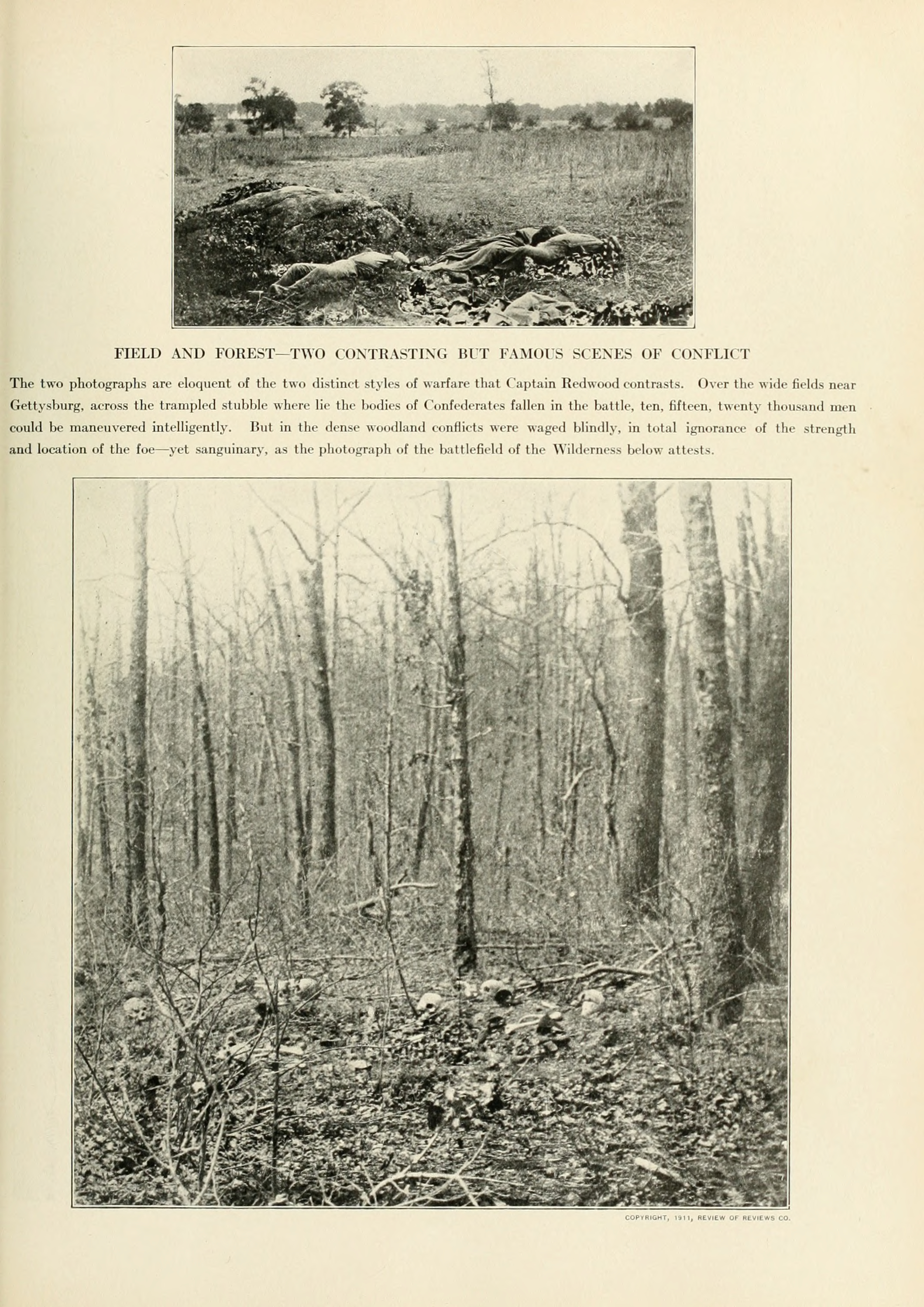
A Photographic History of the Civil War nyolcadik kötetének 179-én oldaláról való kép. Szintén megjelent a Battles and Leaders of the Civil War 199. oldalán. A helyszíne „...a Deszkaút közelében az erdőben.”
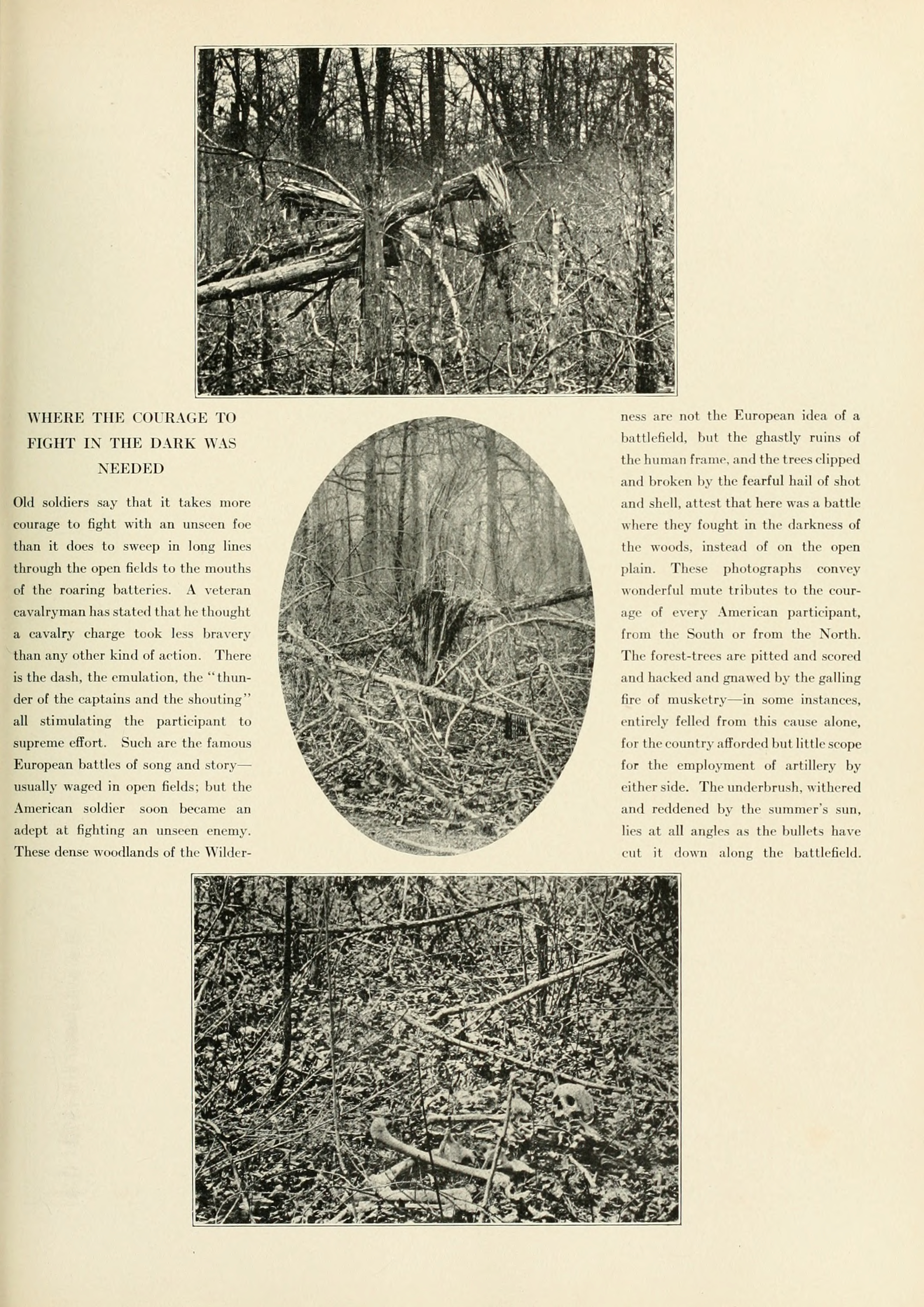
A Photographic History of the Civil War nyolcadik kötetének 179-én oldaláról való kép.
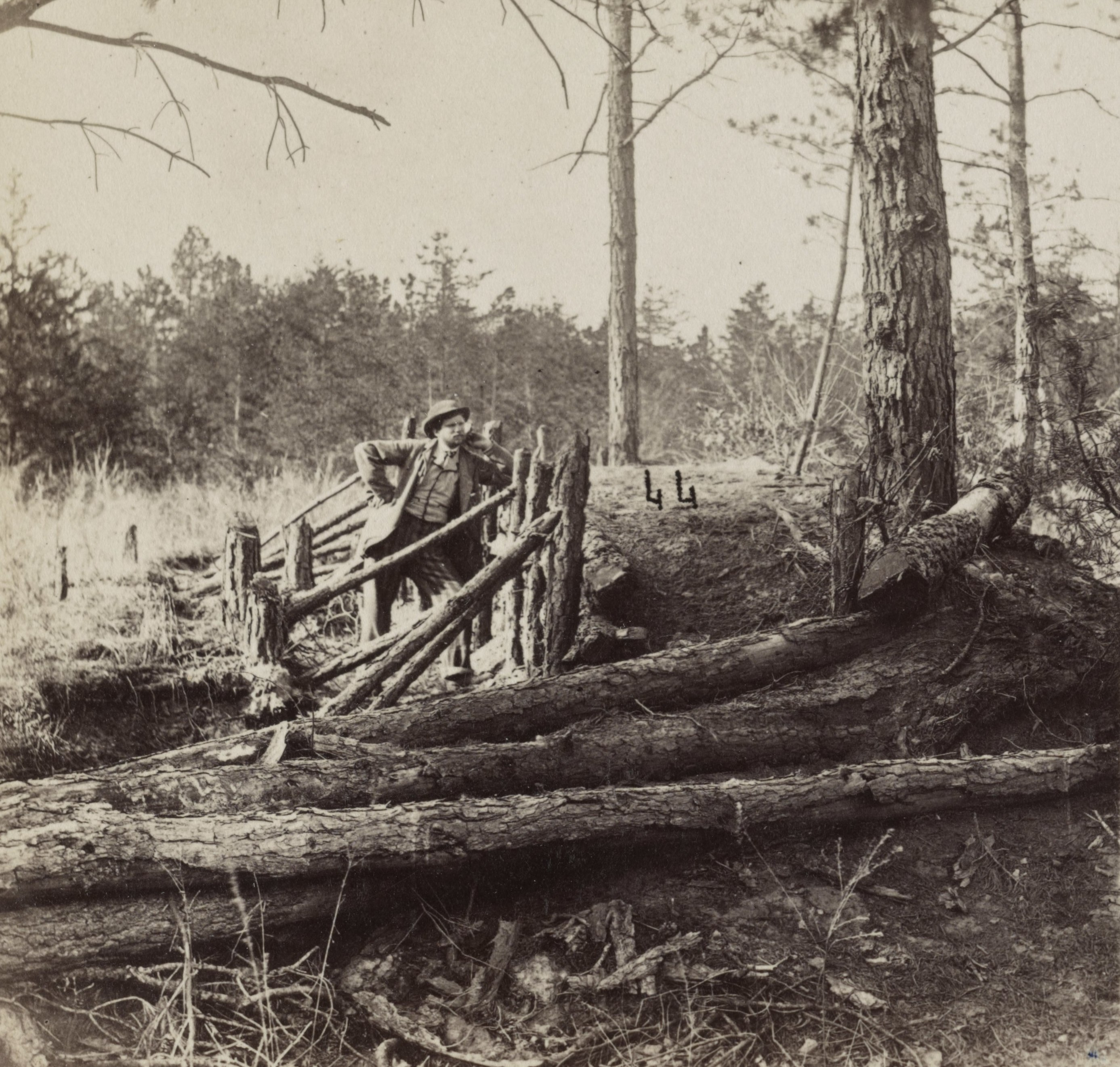
George Cancellor hadnagy, a 9. virginiai lovasezredből a Vadon csatamezején áll, konföderációs mellvéd mögött az Orange főúton a Palmer mezőn. George Oscar Brown felvétele, 1866-ból.
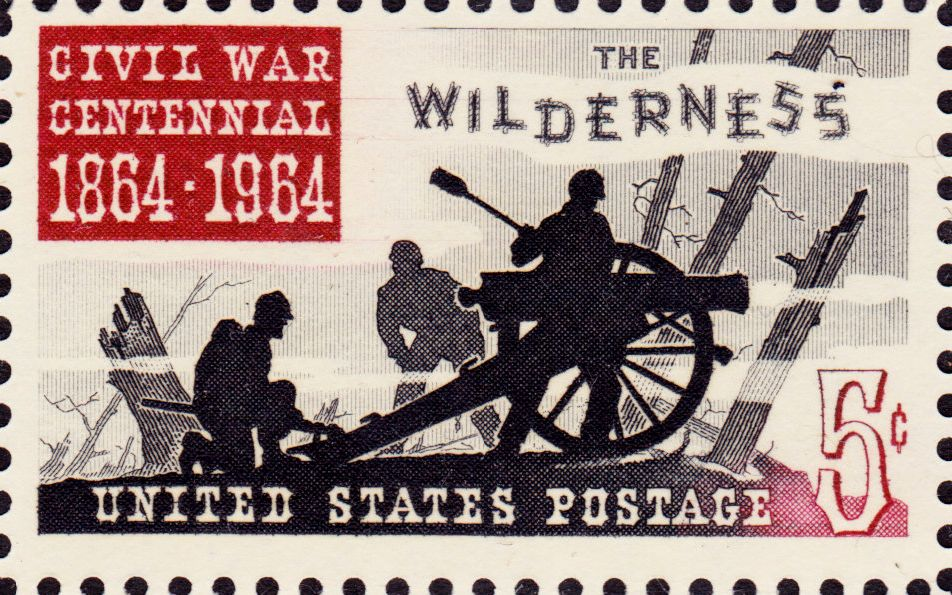
A rengetegben vívott csatának százéves jubileumára nyomtatott bélyeg.

A konföderációs hadtestparancsnokok közül Ewell egész katonai pályafutása talán legjobb teljesítményét nyújtotta. Jól menedzselte az uniós támadásokat, jól csoportosította át csapatait az aktuális fenyegetés ellen és lokális ellentámadásokkal okozott zűrzavart. Május 6-án túl soká várt Gordon támadásának megindításával, mert Early véleményét követve nem hitte el Gordonnak, hogy Segdwick nem fedezte az oldalát. Az akciót a lemenő nap félbeszakítja, de nehéz megítélni, hogy mikor engedélyezték ténylegesen és mikor kezdődött a csapatok manővere. Ugyanezen a terepen Stonewall Jackson is oldaltámadást hajtott végre a Chancellorsville-i csatában és a járhatatlan utak miatt ugyanilyen későn került sor a manőverre. Igaz, hogy Ewell három dandárral, Jackson pedig egy teljes hadtesttel támadott.
Ambrose Powell Hillnek mindössze két hadosztály állt a rendelkezésére, amikor a csata megkezdődik. A harmadikat Lee parancsa gyakorlatilag elveszi tőle. Anderson hadosztálya csak másnap reggel 8-kor érkezik meg az ütközetbe, tehát egy teljes napon át Hillnek két hadosztállyal kell megoldania azt, amihez Ewellnek három van. Ez a két hadosztály csak 5-e délutánján kerül szövetségi támadás alá, de akkor óriási nyomás helyeződik rájuk. Ennek kivédekezése hatalmas teljesítmény, tekintve, hogy a harmadik hadtest a hosszabb megtett út és a találkozóharc miatt nem húzódott olyan mértékben kiépített sáncok mögé, mint Ewellnek erre lehetősége volt.
Longstreet mindent elkövetett, hogy a Lee által elrendelt gyülekezési hely nagy távolsága ellenére időben odaérjen az ütközetbe. Erre Lee pár óránként levélben amúgy is emlékeztette. Támadása felülmúlt minden várakozást. Longstreet körülbelül 20 000 katonával sikeresen megtámadott és meghátrálásra kényszerített körülbelül 40 000 szövetségi katonát. Hallgatott tehetséges alárendeltje, Martin L. Smith sugallatára és a befejezetlen vasút nyomvonalán egy második remekbe szabott oldaltámadást indított. A támadás tetőpontján saját csapatai lelőtték és a sebesüléséből ugyan felgyógyult, de a sérülések maradandó egészségkárosodáshoz vezettek. Négy és fél hónapig lábadozott a visszatérés előtt.
Az uniós hadtestparancsnokok közül Warren nagy intelligenciáról tanúságot tevő hadmérnök volt, de nem különösebben jó csapatparancsnok. Az Overland hadjárat már nem az első alkalom volt és nem is az utolsó amelyben hibákat követett el. A május 5-i támogatatlan támadás megindítása nem az ő ötlete volt és minden bizonnyal szeretett volna hozzá oldalfedezetet kapni. Meade dühével szemben azonban nem erőltette az ellenállást és vágóhídra küldte a csapatait.
Sedgwick, a Potomac hadsereg rangidős hadtestparancsnoka volt. A május 5-én kora délelőtt indított szövetségi támadásból való elkésés valószínűleg nem rajta múlott, hiszen a VI. hadtest előtt olyan méretű közlekedési káosz volt az átkelőnél és a vadonba vezető úton, amely teljesen kezelhetetlen volt. Azonban május 6-án sem tett ki magáért, mikor már lett volna idő arra, hogy Warrennal közös műveletet vigyenek véghez. A késő délután ellene vezetett oldaltámadást inkább a szerencse és a látási viszonyok romlása állítja meg, semmint Segdwick.
Hancock II. hadteste szerepelt a legjobban az uniós oldalon. Ha a többi hadtest hasonló hatásfokkal küzd, a konföderációs oldal helyzete jelentősen megnehezül. Mind a két napon a II. hadtest viselte az uniós harcok terhének nagy részét. Hancock tehetségét mind támadásban mind védekezésben próbára tették a konföderációs manőverek. A gettysburgi sebesüléséből csak hellyel-közzel felépülő parancsnok a harctéri szolgálat gyötrelmeit és sebe folytonos fájdalmait nehezen viselte és kitörései kikezdték a kapcsolatát beosztottjaival.
Burnside-nak eredetileg nem volt nagyvolumenű feladata a hadsereg hátában. Ez köszönhető volt annak, hogy hadtestébe nagyrészt újoncok tartoztak, illetve a 4. hadosztálya USCT volt, United States Colored Troops, vagyis néger katonák, akikben egyelőre nem bíztak. A váratlan rengetegbeli ütközet hatására azonban Burnside-nak óriási feladatot adtak május 6-ra, ami még tapasztalt csapatokkal is erősen bizonytalan. A megvalósítás a jelentések szerint lanyhára sikerült Anderson csapatai ellenében, de neki egyetlen út sem állt rendelkezésére a támadás kivitelezéséhez, vagy tüzérsége felállításához.

## További irodalom
- Burns, Kenneth L. (1990). The Civil War [TV Series]. Episode 6. PBS
- Foote, Shelby. The Civil War: A Narrative. Vol. 3, Red River to Appomattox. New York: Random House, 1974. ISBN 0-394-74913-8
- Fox, William F. Regimental Losses in the American Civil War. Dayton, OH: Morningside Press, 1993. ISBN 0-685-72194-9. Első kiadás 1898, Washington, DC
- Jaynes, Gregory, and the Editors of Time-Life Books. The Killing Ground: Wilderness to Cold Harbor. Alexandria, VA: Time-Life Books, 1986. ISBN 0-8094-4768-1
- Kennedy, Frances H., ed. The Civil War Battlefield Guide. 2nd ed. Boston: Houghton Mifflin Co., 1998. ISBN 0-395-74012-6
- Smith, Jean Edward Grant. New York: Simon & Schuster, 2001. ISBN 0-684-84927-5
- Wert, Jeffry D. General James Longstreet: The Confederacy's Most Controversial Soldier: A Biography. New York: Simon & Schuster, 1993. ISBN 0-671-70921-6